# 横光利一
横光 利一（よこみつ りいち、1898年〈明治31年〉3月17日 - 1947年〈昭和22年〉12月30日）は、日本の小説家・俳人・評論家。本名の漢字表記は同じで、「よこみつ としかず」と読む。
菊池寛に師事し、川端康成と共に新感覚派として大正から昭和にかけて活躍した。『日輪』と『蠅』で鮮烈なデビューを果たし、『機械』は日本のモダニズム文学の頂点とも絶賛され、また形式主義文学論争を展開し『純粋小説論』を発表するなど評論活動も行い、長編『旅愁』では西洋と東洋の文明の対立について書くなど多彩な表現を行った。1935年（昭和10年）前後には「文学の神様」と呼ばれ（ただし、河上徹太郎によればこの称号は皮肉混じりに冠せられたものだという）、志賀直哉とともに「小説の神様」とも称された。
戦後は戦中の戦争協力を非難されるなか、『夜の靴』などを発表した。死後、再評価が進んだ。また、西洋近代の超克をめぐる横光への文学的評価の是非は文学者、作家の中でも大きく分かれることが多い。

## 生涯

### 幼少期

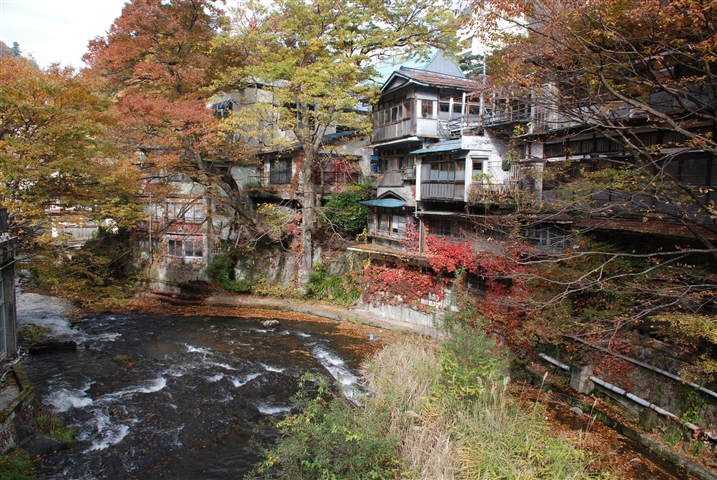
利一が誕生した会津若松市の東山温泉

1898年（明治31年）3月17日、福島県北会津郡東山村（現在の会津若松市東山町）大字湯本川向の旅館「新瀧」（現在の東山温泉）で、鉄道の設計技師であった父・梅次郎（31歳）、母・小菊（こぎく、27歳）の長男として生まれる。岩越鉄道（現在の磐越西線）開通工事のため、東山温泉に来ていた父は、大分県宇佐郡長峰村大字赤尾（四日市町赤尾を経て、現在の宇佐市四日市町赤尾）出身で、代々藩の技術を担当した名家の出であった。父は鉄道技師としても優秀で、業者からは「鉄道の神様」とも呼ばれていたという。母は三重県阿山郡東柘植村（現在の伊賀市柘植町）出身の四女で、松尾芭蕉の家系をひくといわれる。3月17日は菅原道真の命日でもあり、母は天神様の命日に生まれたから運が強い、といって育てられた。
4歳上に姉・しずこがいた。父の鉄道敷設工事の仕事の関係で、幼少時、千葉県佐倉市、東京赤坂、山梨県、三重県東柘植村、広島県、滋賀県大津市など各地を転々とする。
1904年（明治37年）4月に大津市尋常小学校に入学した。「尋常小学読本」施行後の最初の学年であり、横光らは日本近代の国語政策のもとで教育を受けた第一世代であった。1906年（明治39年）6月から父が軍事鉄道敷設工事のため朝鮮へ渡ることとなり、母の故郷である三重県阿山郡東柘植村に戻り、小学校時代の大半を過ごした。友人に宛てた手紙でも「やはり故郷と云えば柘植より頭に浮かんで来ません」と記している。1909年（明治42年）5月、滋賀県大津市に移住し、西尋常小学校に転校。小学校卒業後に膳所中学校（現・滋賀県立膳所高等学校）を受験したが落第したため、高等科へ進んだ。

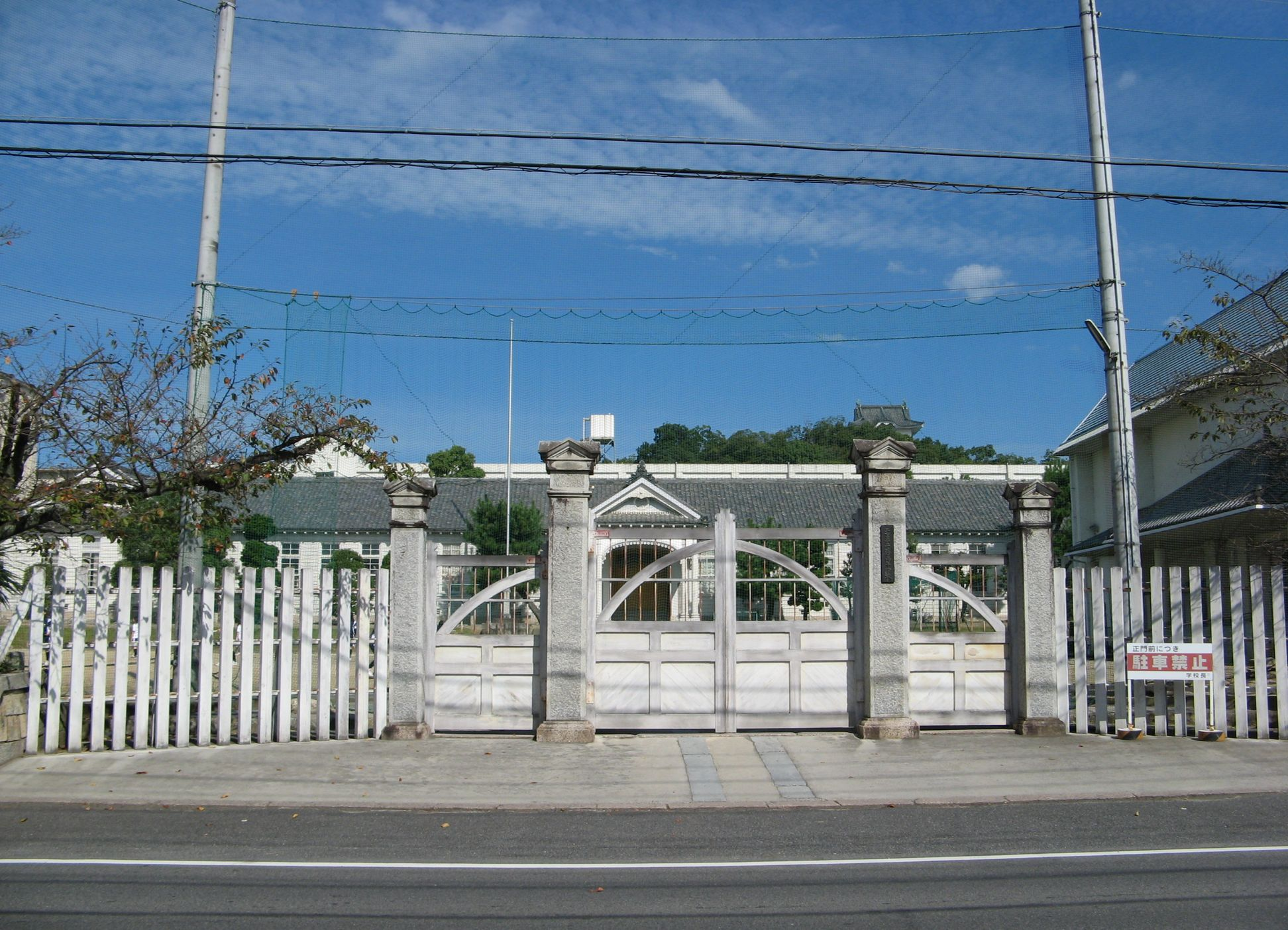
利一が通った三重県第三中学校(現三重県立上野高等学校)。建物は当時のまま。

1911年（明治44年）、大津市大津尋常高等小学校高等科を修了し、13歳で三重県第三中学校（現・三重県立上野高等学校）入学。一家揃って上野町万町に移り住んだ。庭に大きな柿の木があり、試験になると「此処で勉強するとよく出来る」と言ってその木に登り、本ばかり読んでいた。また自転車に乗って転倒して前歯が一本欠け、これは一生残った。やがて両親が兵庫県神崎郡福崎に移ったため、1913年（大正2年）に一人で下宿生活を送る。柔道、水泳、陸上などスポーツ万能の少年であった。スポーツ以外では講演部（現在の弁論部に相当するもの）で活躍した。素行はかなり粗野であったようで、制服の規律を守らず、下級生に泥づけしたフットボールをぶつけるなどの行為を繰り返して、教頭からいつも睨まれ、「月に小遣い三十円も使うのは多すぎる」などの小言を言われていた。この頃からすでに人の下風に立つことを潔しとせず、何事にも第一人者でなければ満足しない性格であった。また当時流行したインチメート・フレンド（一種の同性愛関係）の対象として、1年生の別所光郎という少年を可愛がっていた。同時にこの頃、近所に住んでいた当時小学5年生の宮田おかつに恋心を抱き、のちに、この初恋の思い出をもとに『雪解』を発表している。このころ夏目漱石、志賀直哉を読む。またドストエフスキー作、片上伸翻訳「死人の家（死の家の記録）」から「文学の洗礼」を受けたとのちに語っている。中学4年のとき、国語教師に文才を認められたのが契機で小説家を志望するようになった。1916年（大正5年）3月校友会会報に「夜の翅」「第五学年修学旅行記」を掲載し、奇抜で象徴的なものであった。父は自分の後を継がせるために京都大学の工科へ進ませたいと考えていたが、横光は好きな先生がいると言って早稲田大学に進むと言って聞かなかった。また姉のしずこに対して「自分の思う学校にゆけないのなら、飛行機乗りになりたい」と語っていた。

### 大学時代
1916年（大正5年）、父の反対を押し切って早稲田大学高等予科文科に入学。東京府豊多摩郡戸塚村下戸塚の栄進館に住む。文学に傾倒し、文芸雑誌に小説を投稿しはじめる。文学をやりはじめてからは「極道息子」「極道坊主」と心配されたが、不良少年ではなかった。経費節約のため友人と三人で雑司ヶ谷に家を借りて住んだ。夏休みのあと東京に帰ってみると、以前の下宿から連れてきた女中が部屋で友人と寝ており、横光は「まるで飲みほしたコップの麦酒の泡が一つ一つ消えてゆくのを見つめているような感じだった」といい、嫉妬は感じなかったのかという質問に「嫉妬は君、恋愛に付随する、必然の副産物だからね。僕はそれ以来、女性も友人も信じなくなった」と中山義秀に語っている。この女中寝取られ事件については小説「悲しみの代価」で書いた。この事件は「生涯における、たった一つの過失」であったと中山は語っている。12月14日に初恋の宮田おかつがスペイン風邪により14歳で急逝。
翌年1917年（大正6年）1月に大学を神経衰弱を理由に休学、父母の住む京都山科で遊ぶ。度々姉の嫁ぎ先である大津に山を越えて遊びに行った。この時姉から、同窓生が「あんたんとこの利ちゃんの口は砂ほり（小魚の名）の口みたいや」と言っていたと聞き、それ以来、「口をぎゅっと引き締めて余り開けないで、はっきり分らないこもった声」で話すようになった。7月に「神馬」が佳作として『文章世界』に掲載された。雑誌『文章世界』は当時文壇の登竜門とされていた。10月には「犯罪」が当選作として『万朝報』に掲載された。筆名は横光白歩。11月には同じ筆名横光白歩で『文章世界』に関西方言を取り入れた「野人」を応募した。
1918年（大正7年）4月に英文科第一学年に編入。同級に佐藤一英がおり、下宿も同じで中山義秀も同じ下宿だった。佐藤一英の詩歌研究会に加わり、そこに中山義秀、吉田一穂、小島勗（つとむ）らも集まった。横光左馬の筆名で詩句を発表。先祖の横光右馬丞元維（宇佐の光岡城主・赤尾備前守種綱の家臣）をもじった筆名であった。横光は学校には行かず、下宿にこもって小説を書いて、投稿を繰り返していた。たまに学校の講義に出席してもノートもとらず、瞑想するような態度で聞いているだけであった。村松梢風によれば横光はいつも和服に黒いマントをはおり、「教室へ入って来てもマントを脱がず、たつた一人中央の席へどつかり腰をおろすと、それから獅子がたてがみをふるように一と揺りぶるつと長髪を振り、左右を睥睨しながら、右手を上げて指で頭髪を掻き上げるのであつた。自分が一般のものと異つたものであることを人にも見せようとするし、彼自身も明かにそれを意識していた」。また村松梢風は横光の下宿の生活について次のように語っている。
中山義秀は『台上の月』で横光が毎日徹夜を続け、自室に閉じこもりほとんど外出せずに過度に喫煙し不健康な生活をしていたとのべ、「欲望の巣である肉体を、先ず殺してかからねば、といった彼一流の精神主義にもとづくのであろうが、同時にまだあまりに健康体だと、彼独自の作品が生まれてこない様子であった。事実そう云って、彼の制作の秘密を、私に洩らしたこともある」と語っている。

#### 菊池寛との出会い

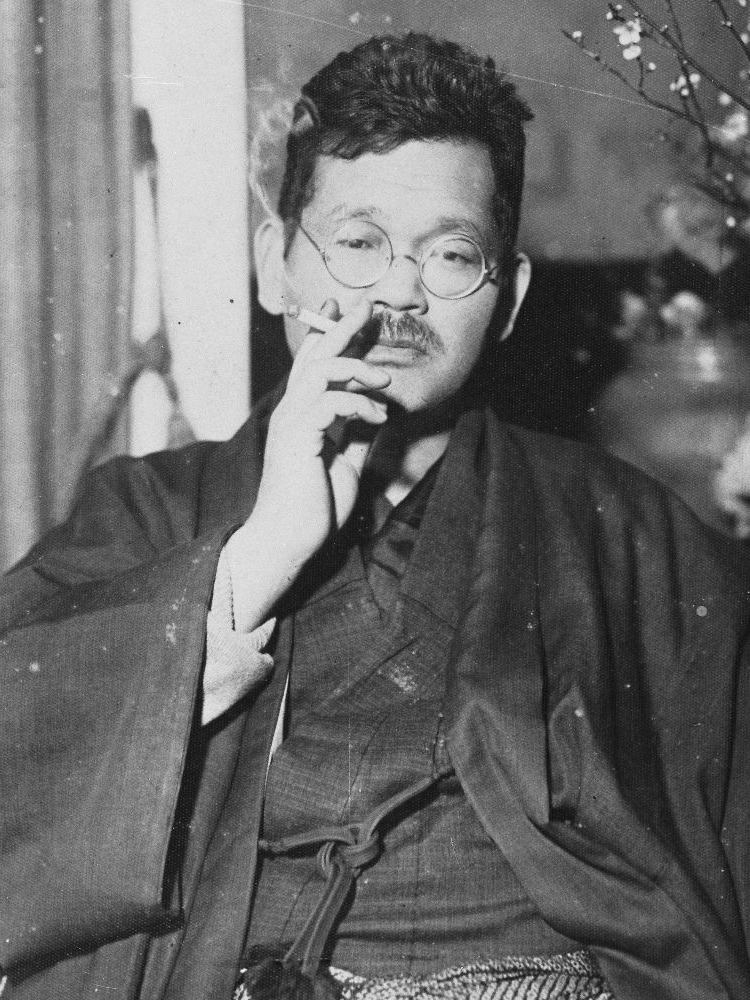
菊池寛

1919年（大正8年）、『新潮』が「菊池寛氏に対する公開状」を募集し、佐藤一英が応募すると入選し、それが機縁となって佐藤は菊池寛を訪ねるようになった。菊池は小説を書くようにすすめたが、佐藤はあくまで詩を作るとのべ、親友に小説志望がいるといい、1920年、横光を菊池寛に紹介し、以降、生涯師事することとなった。友人小島勗の家へ出入りしているうちに、当時13歳であった妹のキミを意識し始める。
1920年（大正9年）1月、雑誌『サンエス』に小説「宝」を発表。9月、戸塚から小石川区初音町の初音館に移った。ここで横光が生田長江訳フローベール「サランボー」を手元において小説を書き、またデクエンシイやクヌート・ハムスンを読んでいたと吉田一穂、中山義秀が述べている。この頃は雑誌『サンエス』で親友の佐藤一英とともに外国文学紹介（無署名記事）のアルバイトをしていた。またこの頃、佐藤に「俺は余り志賀（直哉）氏にかぶれすぎていた」と書簡で書いている。小島キミへの恋心を自覚し、小島勗が徴兵されて不在の小島家へ頻繁に通った。

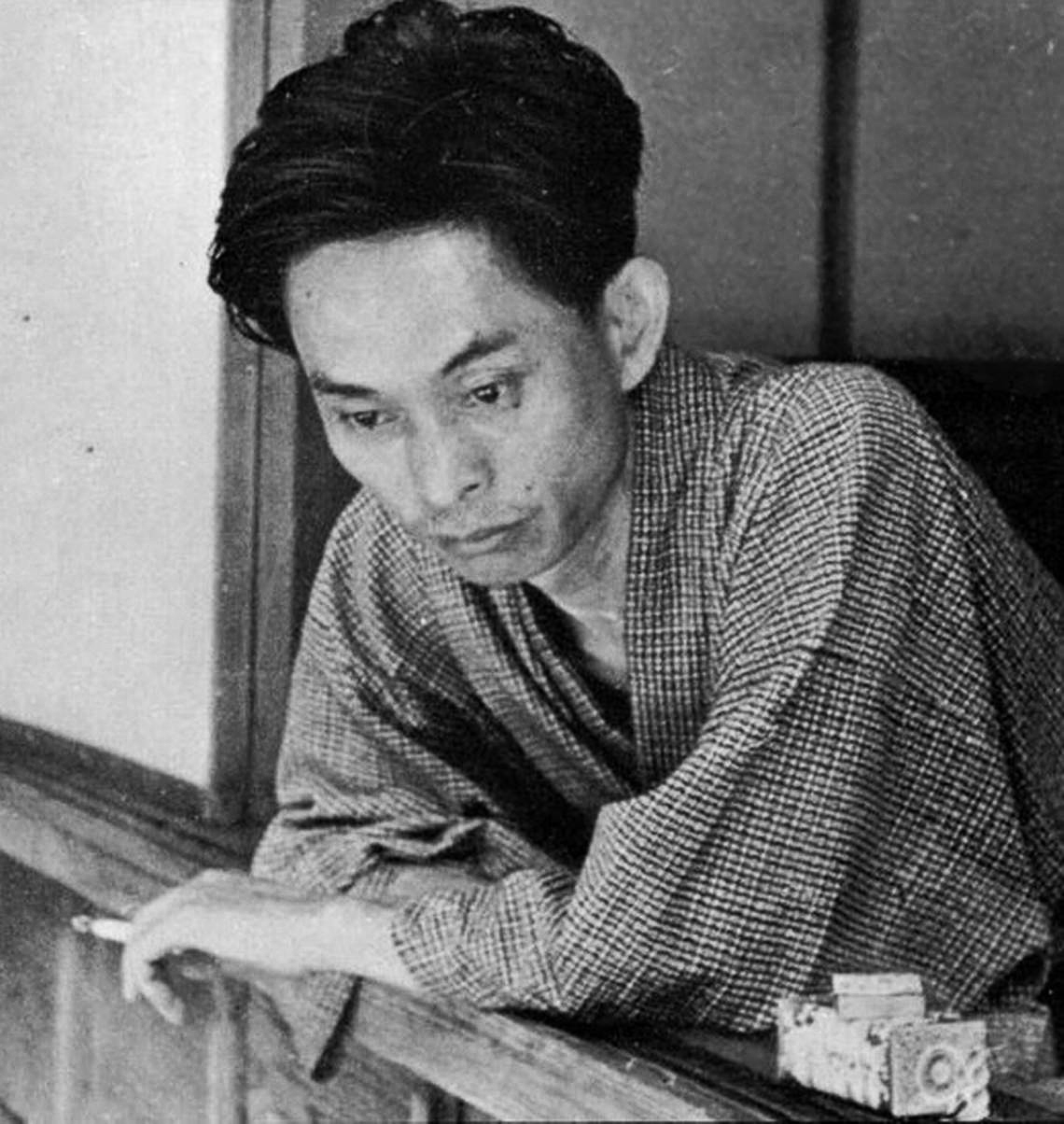
川端康成

1921年（大正10年）1月、時事新報に「踊見」を応募し、選外一位となった。政治経済学科へ転入するも長期欠席と学費未納のため除籍となる。6月、藤森淳三、富ノ澤麟太郎、古賀龍視らと同人誌『街』を創刊。11月8日、小石川中富坂の菊池寛の家で川端康成と出会い、菊池は二人を本郷の牛肉屋「江知勝」に連れて行き牛鍋をふるまった。しかしストイックな横光はほとんど箸を持たなかった。後年、このことが事実かどうか中山義秀が問いただした際、横光は「あれは偉い人の前だったから、俺は我慢して喰べなかったのだ」と苦笑して答えた。横光が先に帰ると菊池が川端に「あれはえらい男だから友達になれ」といった。以降、横光は藤森淳三と仲違いの際に川端に仲介を頼むなどし、争いを好まず友人の多い川端の女房的フォローは、傲然として敵の多い横光の大きな援けとなった。「御身」を書くがこの時には発表せずにいる。この頃、ペンネームを「横光左馬（さま）」にすれば、「これならいつでも人から敬称されている」と昂然としていた。一時キリスト教徒になり教会にも出入りした。この頃「蠅」と「日輪」を書いていたが、暮らしは貧しく、一日の食事は十銭のラーメン一杯だけであった。一度だけ、中山義秀に少しの借金をした。また小島キミとの恋愛を、一年の徴兵から戻って大学に復学した兄の小島勗に反対される。理由は小島勗が復学後に左翼化して横光と思想的に対立したこと、小島の不在中に横光が頻繁に小島家を訪ねたことを不快に思ったこと、「愛する人を家事の奴隷にするのは罪悪」として経済力のない横光を受け入れなかったことであった。
1922年（大正11年）2月に「南北」が『人間』に掲載された。5月、富ノ澤麟太郎、古賀、小島勗、中山義秀らと同人雑誌『塔』を創刊し、「面」（のち「笑はれた子」）を掲載。8月29日に父が仕事先の朝鮮京城で客死（享年55）し、ひとり渡鮮した。「青い石を拾つてから」では京城は黄色く、駅で母と会い父の家にいくとすでに葬式はすんでおり、骨箱をみて横光は「何アんぢや、こんなものか」と笑ったが、夕方になると悲しみに浸った。父を亡くしたことで経済的にますます困窮し、そのため小島キミとの恋愛も絶望的であった。虚無感にひたり、朝鮮について「ここの民族は、ひよつとすると歴史の頂上で疲れているのであろう。これはたしかにあの空が悪いのだ。笑ひを奪つたあの空が。冷酷で、どこかあまりに人間を馬鹿にし過ぎた空である。どこに風が吹いているかと云うかのような、ああ云う空の下ではとても民族は発展することが出来るものではない。何の親しみもない空だ。澄明で虚無的で応援力が少しもなく、それかと云つて、もしあの空に曇られたならとても仰ぐのも恐ろしくなるに相違ない」（「旅行記」）と書き、やがて「私はもう何事にもだんだん悲しまなくなつて来た。さうして私は私自身に冷たくなればなるほど私は次第に強みを感じて来た」と心境を表現した。

### 文壇への登場
1923年（大正12年）1月、菊池は雑誌『文藝春秋』を創刊、定価十銭、32ページで三千部が完売した。菊池の推挙により川端康成とともに『文藝春秋』二号から編集同人（当時の同誌は同人誌だった）となった。ほか、編集同人には今東光、鈴木氏亨、斉藤龍太郎、小柳博、船田享二、小山悦朗、小島健三、石浜金作、酒井真人、佐々木味津三、鈴木彦次郎、南幸夫らがいた。創刊号1月号には「時代は放蕩する（階級文学者諸卿へ)」を書いた。
5月に同誌に「蠅」を、『新小説』に卑弥呼を題材にした「日輪」を発表すると、有名新人作家となった。この「日輪」は生田長江が訳したフローベールの「サランボー」（1913年、博文館）の直訳体から影響を受けたものであった。菊池寛は「映画劇」としての面白さは日本では類例がないと評価した。
6月、25歳の横光は、当時17歳の小島キミと同棲を開始。横光は以前から親友の佐藤一英にしきりに「兄勗をなんとか説き伏せてほしい」と哀願していた。佐藤は小島家へ乗り込み、小島勗に「横光に君ちゃんを」と申し出たが、小島は即座に拒否した。申し出は幾度か執拗になされたが、小島の答えは覆らなかった。佐藤は最後の手を打ち、キミ自身に横光が好きかどうか尋ね、キミが好きだと答えたため、「では、君ちゃん、横光のところへ家出しなさい」と命令するように言った。川端康成の回想によれば、「ある夜、小石川の餌差町の下宿に横光君を訪ねて、二人で散歩に出た。春日町、水道橋から、神田の通りを遠歩きして、下宿の近くまでもどると、「今夜、嫁が来ることになつてゐるんだ。寄つてゆかないか」と横光君が言つた。私はおどろいた。そんな話はまるで聞いてゐなかつた。私は結婚の当夜とは知らないで散歩してゐたわけである」とある。ただキミとの結婚には、小島家のみならず横光の母こぎくも反対だったようで、姉しずこの説得でいったんは納得したが、やがてこぎくが上京し横光・キミ・こぎくの3人の狭い家での同居生活が始まると、キミとこぎくの関係はうまくいかなくなった。キミは1906年（明治39年）生まれのいわゆる「丙午の女」であり、迷信を気にしたこぎくが「丙午の女は男を四十人食べる」と言ってキミを気に入らなかったのと、キミの気性が激しく、こぎくと性格が合わなかったためであった。横光は当時の嫁姑に挟まれた心境を、『夜の靴』の中で「鋸の歯の間で寝てゐるやうなもの」と綴っている。キミはこの年、日本高等女学校の第3学年に編入した。
7月には「碑文」を『新思潮』に発表、これはエドガー・アラン・ポーの『赤死病の仮面』や旧約聖書を典拠とした小説であった。「マルクスの審判」を『新潮』に発表。

### 関東大震災
1923年（大正12年）9月1日、関東大震災が起きる。横光は被災したとき、東京堂で雑誌を立ち読みしていた。横光は「私はその時これが地震だとは思わなかった。これは天地が裂けたと思った。絶対にこれは駄目だ、地球が破滅したと思った」と述べている。横光は神田から駿河台方面に出て、下宿のある小石川に向かう途中、ニコライ堂から出て来た尼僧が路上に輪をなしてひざまずいて祈りだすのを見て茫然とした。春日町では菊池寛と出会い、互いに無事を確認した。しかし横光の下宿は倒壊しており、住む場所を失ったため、一時友人の小島勗の家に身を寄せて、小石川餌差町の裏長屋を借りた。震災に衝撃を受けた横光は創作も手につかない状態であったが、11月の『文藝春秋』に「震災」を発表した。その後も震災は「世界の大戦と匹敵した」と書き、また「私の信じた美に対する信仰は、この不幸のために忽ちにして破壊された」とのべている。震災後には焼け野原のなかを自動車、飛行機、ラジオなど「近代科学の具象物」が出現したとも書いている(東京放送局（JOAK）によるラジオ仮放送開始は1925年（大正14年）3月)。

### 新感覚派
1924年（大正13年）5月、第一創作集『御身』を金星堂より、同時に文藝春秋叢書として『日輪』を刊行。9月、豊多摩郡中野町上町2802番地に移ったが、キミの肺が不調となった。この頃、キミは少女雑誌に童話のようなものを書いていたらしく、横光の姉しずこに自分の書いたものが載っている雑誌を見せたりしていた。
10月、川端康成とともに、今東光、中河与一、石浜金作、酒井真人、佐々木味津三、鈴木彦次郎、南幸夫ら文藝春秋同人と重なる新進作家を糾合して『文藝時代』を創刊する。発行元は金星堂で、資金を援助した。プロレタリア文学全盛の中、この雑誌は新感覚派の拠点となる。また新感覚派は「震後文学」ともいわれた。稲垣足穂も『文藝時代』に作品を投稿した。横光は『文藝時代』に「頭ならびに腹」を発表し、冒頭の「真昼である。特別急行列車は満員のまま全速力で馳けていた。沿線の小駅は石のやうに黙殺された」という表現を、評論家の千葉亀雄が「新感覚派の誕生」において、「新感覚派」と命名した。ただし、横光は「文藝時代の同人中、自分は新感覚派なりと云って出て来たものは、まだ一人もない」と述べている。
11月、雑誌『改造』に「愛巻」を発表。『文芸春秋』11月号に、直木三十三（のちの直木三十五）の執筆によるゴシップ風の「文壇諸家価値調査表」が掲載されると、横光はこれを読んで激怒した。まず川端康成の下宿へ行ったが川端が不在だったため今東光を訪ねた。今はその時の横光について、「彼（横光）はその十一月号を鷲掴みにして僕の家へ駆けこんで来た。本当に怒っていた。（中略）彼は僕の原稿用紙に自分でペンをとって反駁文を書いた。」と書いている。横光が激怒したのは、『文芸春秋』が「俺たち『文藝時代』の者の競争心をマークで煽動させておいて結団心を邪魔させ、その隙に乗じて大家達をどつしりと坐らせようとした」と考えたためである。横光は反駁文を読売新聞の学芸部に送った後、再び川端康成を訪ねた。事情を聞いた川端は驚き、懸命に横光をなだめて、深夜横光と一緒に読売新聞社へ行った。原稿はすでに印刷所にまわっていたが、学芸部長の好意で取り戻すことができた。川端は「調査表」に不快を感じたものの、横光ほど潔癖な義憤は示さず意外なほど冷静で、師であり、日頃、物心両面の恩人である菊池に対し絶交を宣するのはよくないと考えていた。この川端の慎重な配慮がなければ、作家としての横光のその後の立場は危ういものとなっていた可能性があった。その横光の身代わりのように、横光に同調して反駁文を書いて『新潮』へ送った今東光は、結果として『文藝時代』を一人脱退し菊池と喧嘩する破目に陥った。横光は川端に説得されて自分の反駁文を撤回したことを今には知らせなかった。この事件の後、罪悪感からか、横光は今を避けるようになった。
12月（推定）、佐藤一英を仲人役として、日本高等女学校を卒業したキミと茶碗酒の貧しい結婚式を行ったが、当時18歳のキミは保護者の同意なしに結婚が許されなかったため、婚姻届は提出されなかった。婚姻届が提出されたのはキミの死後のことである。
1925年（大正14年）1月27日に中野の家で母が死去。同一月、北川冬彦の詩集「三半規管喪失」を賞賛し、激励した。2月、「感覚活動-感覚活動と感覚的作物に対する非難への逆説」を、イマヌエル・カントの『純粋理性批判上』（天野貞祐訳、岩波書店、1921年2月)を典拠として書いた。6月に妻・キミが結核を発病し、10月に療養のため菊池寛の世話で神奈川県葉山町森戸へ移る。
1926年（大正15年）1月に「ナポレオンと田虫」を『文藝時代』に発表。この月、雑誌『文藝春秋』は発行部数11万部にのぼった。

#### 新感覚派映画聯盟
1924年、直木三十五のすすめもあり、横光の小説に共感していた映画監督の衣笠貞之助によって『日輪』は映画化された。撮影は奈良の三笠山で、セットは飛火野に設営され、横光も見学にきた。しかしこの映画は内務省検閲によって不敬罪で告訴され、配給会社は上演を中止した。
1926年3月、衣笠は葉山で妻を看病していた横光の自宅に赴き、映画製作の相談をした。了承した横光は、4月2日に川端を呼び出し、「営利を度外視してよき芸術映画を製作せんとする企て」を衣笠から横光邸で聞かされた。横光はこの他、片岡鉄兵、岸田国士、池谷信三郎にも声をかけ、新感覚派映画聯盟が成立した。同年、横光が題をつけた『狂つた一頁』が製作された。横光は字幕が入ることで損なわれる映画の純粋性を考慮して、無字幕を提案した。川端は脚本を書いたが、横光は妻の看病で葉山にいたため京都で撮影されていた映画に直接は関われなかった。
1926年6月24日、妻・キミが三浦郡逗子町で20歳で死去。このころの二人のことは「春は馬車に乗って」「妻」「慄える薔薇」「花園の思想」「蛾はどこにでもいる」などに書かれている。姉が「あんたも苦労のしつづけね」と言って慰めると、横光は「おれも随分つくしたが本当のことをいえばしまいにはつくづく厭になって疲れてしまった」と愚痴をこぼした。妻の葬儀は麹町の有島邸内文藝春秋社で執り行った。「春は馬車に乗って」で妻に「あたしの骨の行き場がないんだわ」と言わせた通り、横光の籍に入っていないキミを横光家の墓に入れることが難しかったため7月に婚姻届出。キミの死後、横光は一時キミの実家である小島家で暮らしていたが、キミの2歳年下の妹の肉体に惹かれるものを感じ、恐怖して小島家を出た。横光はこのことを「蛾はどこにでもいる」で、「彼はだんだん義妹の身体が恐くなつた。或る日、彼は黙つて妻の家から逃げ出した」と表現している。8月に発表された「春は馬車に乗って」は文藝春秋社の一室を借りて書かれた。題は、ノルウェーの作家アレキサンダー・キーランドの「希望は四月緑の衣を着て」の影響を受けた。典拠とした翻訳は前田晃訳で博文館から1914年に刊行された『キイランド集』であった。この頃、菊池寛の周囲に出入りしていた文学女性の一人であった小里文子と恋愛関係になり同棲を開始するが、文子は結核に罹っており、横光は再び結核患者の看病に明け暮れることとなった。文子との生活は「計算した女」に描かれたが、やがて2ヶ月ほど経ったある朝、「あなたに頂いた私の健康はお返しします。お受け取り下さい」という置手紙を残して文子は横光から去ってしまった。
1926年10月、小林秀雄が「人生斫断家アルチュル・ランボオ」（現「ランボオⅠ」）を発表し、横光はこの論文を読み込み、「幸福を感じた」と感想を書いている。1926年末には改造社が一冊一円の『現代日本文学全集』を刊行し、円本ブームが起きた。横光も改造社とともに躍進し、『現代日本文学全集』刊行記念講演なども1927年（昭和2年）5月に行い、宣伝にも協力した。12月、横光を崇拝していた女子美術学校生の日向千代子の訪問を受け、すぐさま同棲を開始した。

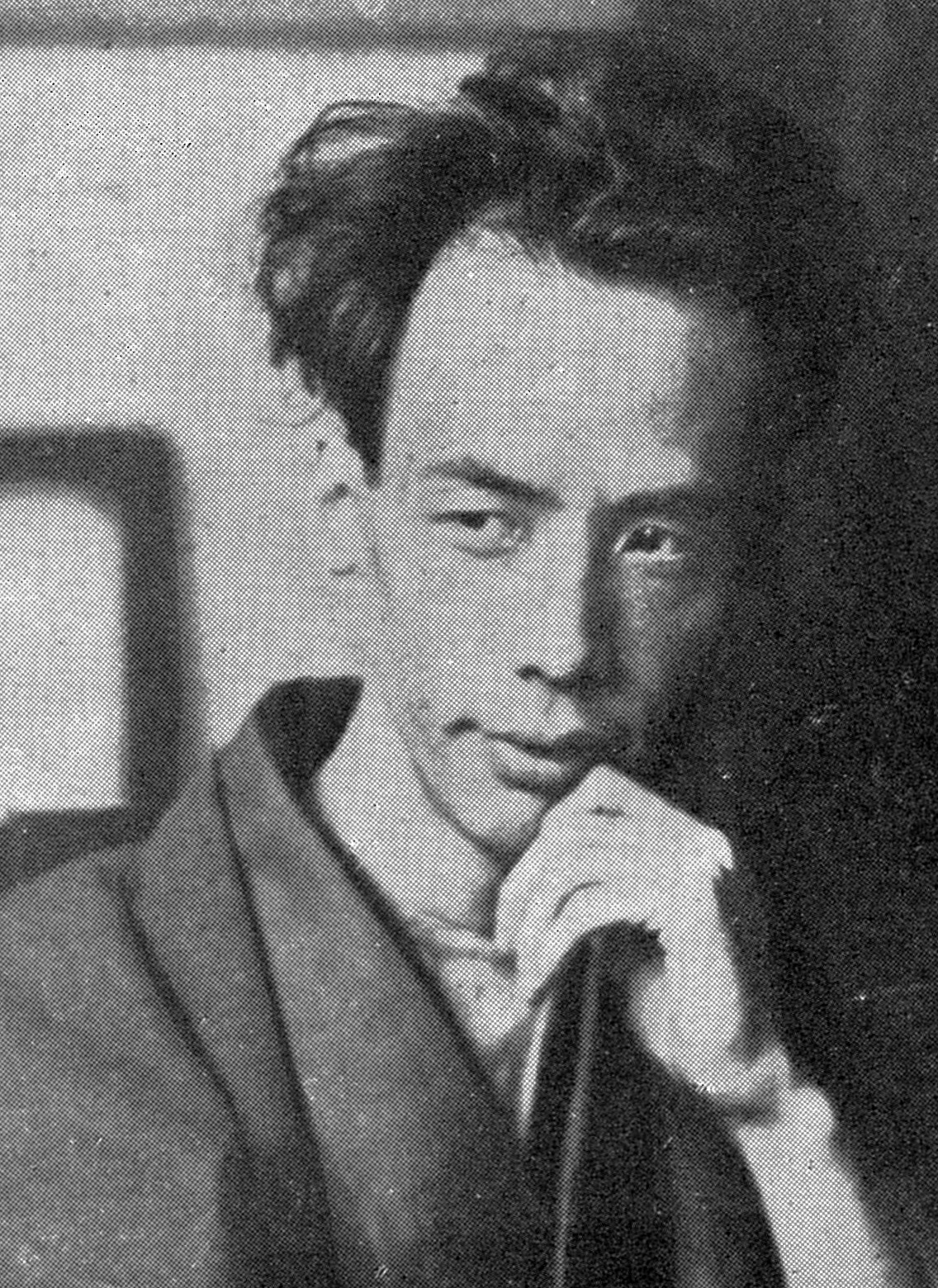
芥川龍之介 1927年7月24日没

1927年1月、『春は馬車に乗って』を改造社から刊行し、2月に「花園の思想」を発表。日向千代子が妊娠したため、2月に菊池寛が媒酌人となって再婚し、豊多磨郡杉並町大字阿佐ヶ谷に住んだ。千代との結婚生活において、キミやキミを描いた作品の話題はタブーとなり、このタブーを犯した者は横光家を出禁となるようになった。11月3日に長男・象三が誕生した。7月24日、芥川龍之介が自殺した。1927年7月には「朦朧とした風」を発表し、〈セメント製アパートメント。丘と丘とを充填した義歯〉と表現したり、9月の「七階の運動」では〈エレベーターは吐瀉を続けた〉などとモダン都市を新しい感覚で表現した。モダンガールについても描いた。文藝春秋が事業展開していく一方、『文藝時代』はこの1927年に廃刊した。

#### 形式主義文学論争
1928年（昭和3年）1月、『新潮』に評論「新感覚派とコンミニズム文学」を発表、2月には『創作月刊』に「文学的唯物論について」を発表し、形式主義文学論争が起こった。横光のライバルは思想的にはマルクス主義であり、表現形式的には映画であったといわれ、マルクス主義文学が好む題材を多く用い、横光は「マルキシズムとの格闘時代」と振り返っている。「ブルジョワ作家は抹殺しろ」と横光は叫ばれた。横光は19歳の時から31歳の時までマルクスに惹かれていたが芸術上相容れないものと確信していた。なお、前年の1927年には芥川龍之介と谷崎潤一郎が「小説の筋」論争をしていた。
1928年3月にはポール・ヴァレリーの『ダヴィンチ方法論序説』に感激し、「虚無とは自身と客観との比重を物理的に認識した境遇に於ける自意識だ。この自意識の現れは、ただ今迄の文学に於いては、ポール・バレリーに現れていただけに過ぎぬ」と藤沢桓夫に宛てて書いた。

### 最初の長編小説『上海』
芥川龍之介の最晩年に、「君は上海を見ておかねばいけない」と言われ、1928年4月から約1か月間、上海に滞在する。芥川は1925年11月に改造社から『支那游記』を発表していた。大正末期から昭和初期のこの頃、芥川龍之介をはじめ、吉行エイスケ、村松梢風、金子光晴などが上海を訪れている。また内山完造の経営していた内山書店には魯迅をはじめ、中国や日本の文学者が多く集まっていた。また内山完造と交遊関係のあった改造社社長山本実彦も横光の渡航に期待していた。
滞在中、横光は妻・千代へ「支那人の汚さと云つたらない。美しいのは、道路だけだ」と伝えた。また、案内された音楽会やダンスホールに集まる西洋人は、「下劣な獣」に見えたという。この上海で感じた数々の不条理や混沌が、西洋列強に支配される身近なアジア、「自分の住む惨めな東洋」を強く意識させ、横光に民族意識が目覚めた。長編『上海』はこの“落差”と“汚さ”のショックから構想された。
改造社は横光に「上海紀行」を依頼したが、横光は紀行でなく長編小説を願い出た。改造社社長山本実彦宛書簡で「紀行に書いてしまいますと材料が盛り上がって来ませんし、たいていの人がそれで失敗しています」と書いている。横光は当初「ある唯物論者」と書名を想定していたがのちに「上海」と変更する最初の長編小説を執筆し始める。連作長編の形で執筆されたこの作品は、内容的には1925年の五・三〇事件を背景に、上海における列強ブルジョアジーと中国共産党、押し寄せるロシア革命の波と各国の愛国主義といった諸勢力の闘争を描いた野心作であると同時に、形式的には新感覚派文学の集大成であり、新心理主義への傾倒の兆しもみられる問題作であった。『上海』は第一篇「風呂と銀行」を1928年（昭和3年）から書き始め、1931年（昭和6年）にかけて『改造』に断続的に発表されたが、内務省の検閲を意識して改造社は自主規制し、多くの伏字が見られた。伏字となったのは、「（一団の新しい敵群）は…(破壊)する」「（日本人）を潰せ」といったストライキによる破壊行為の描写などであった。
1928年11月、世田谷区北沢2丁目145番地に新居を立て、犬養健が「雨過山房」と名付けた。同11月、「その国にはその国の文学がある以上、その国の形式論が独特な長所を持って現れなければ、文学は発展しない。日本の文学は象形文字を使用するとすれば、殊に、独特の形式論が発生すべき筈である」と書いた。1929年にも「聴覚より視覚を根本とした日本独特の形式論」とも書いている。
1928年11月、『新選 横光利一集』を改造社から刊行。

### 『機械』

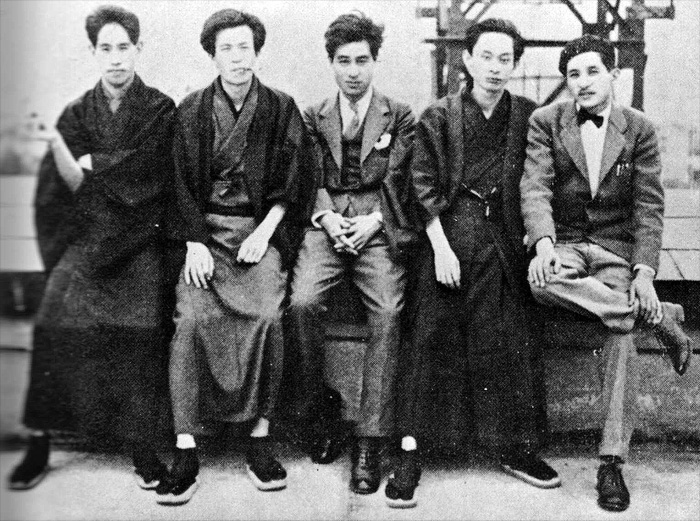
横光の友人たち（横光は写っていない)。右から菅忠雄、川端、石浜金作、中河与一、池谷信三郎、1929年。

1929年（昭和4年）10月、横光、川端、犬養健、永井龍男、深田久彌、堀辰雄、吉村鐡太郎らが同人となって『文学』を創刊、小林秀雄はアルチュール・ランボーの「地獄の季節」翻訳を連載し、また淀野隆三はマルセル・プルーストの「スワン家の方」の翻訳を連載した。

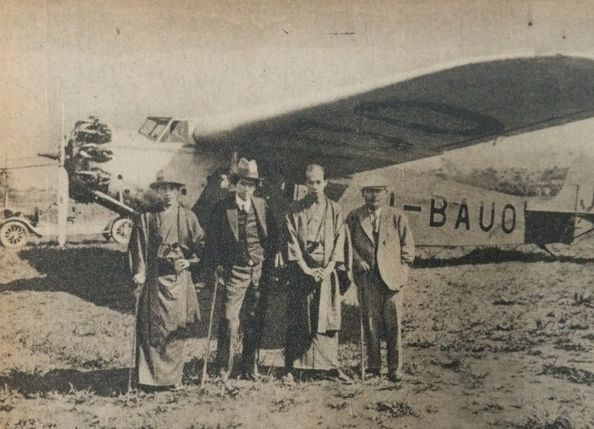
左から池谷信三郎、横光利一、直木三十五、菊池寛。1931年、東京飛行場（羽田）。

1930年（昭和5年）2月には高架線が東京で建設されていったことを背景に「高架線」を『中央公論』に発表。同年8月、山形県由良海岸（現・鶴岡市）に滞在して「機械」を執筆、町工場の人間模様を実験的な手法で描いた。「機械」は『改造』9月号に発表される。淀野隆三翻訳「スワン家の方」の文体やジェイムス・ジョイスの『ユリシーズ』に影響を受けたといわれている。小林秀雄は手法は外国にも類例がないほど新しいと絶賛した。文壇で横光は「文学の神様」の座に押し上げられた。「文学の神様」とは当初、横光のふてぶてしい態度を揶揄するものだったが、やがて信奉者が肯定的な意味で使い始めたものである。川端康成は横光が過剰に持ち上げられすぎることに懸念を示し、「（「機械」発表後の）青年達の横光氏への礼賛の合唱は、私には、彼を不幸の殿堂にまつりあげようとする歌声に聞えてならない」と危惧したが、横光は得意げであったという。終戦後に横光が徹底的に否定された背景に「文学の神様」として絶頂であった事実が無関係とは考えられず、この川端の予感はある意味正鵠を射たものであった。伊藤整は、1927年の芥川没後、志賀直哉は奈良に住み新作は発表せず、佐藤春夫は第一線を退き、谷崎は『卍』を発表したが関西に住んでおり、横光は東京の文壇の中心的な存在になっていたとしている。
9月に南満州鉄道の招きで菊池寛、舟橋聖一とともに満州を旅した。11月から12月には最初の新聞小説「寝園」を『東京日日新聞』と『大阪毎日新聞』に連載。
1931年（昭和6年）11月に刊行した『書方草紙』の序文で「国語との不逞極まる血戦時代」と大正時代からの文学的来歴について表現している。
1932年（昭和7年）、新感覚派の集大成というべき『上海』と『寝園』を刊行した。1933年（昭和8年）1月3日に次男・佑典が誕生。
『改造』1934年（昭和9年）1月-9月号まで「紋章」を『改造』に連載し、直後に刊行。同年、森敦を『東京日日新聞』・『大阪毎日新聞』に推薦し、「酩酊船」が掲載された。
1934年（昭和9年）7月の『文藝』に掲載された学生との座談会では、文壇を取引所、市場として形容している。またこの頃、「一番嫌ひなものは、私は文学だと云ひたい」「しかし、このごろは、嫌ひだからこそ文学をやるのだと、逆にまた私は私で云へるやうになつて来た」と書いている。

### 純粋小説論
1935年（昭和10年）1月、この年新設された芥川賞、直木賞の銓衡委員となるが8月の審査当日は欠席している。4月、「純文学にして通俗小説、このこと以外に、文藝復興は絶對に有り得ない」と説く「純粋小説論」を『改造』に発表、『紋章』での「私」を「自分を見る自分」という「四人称」であると説いた。
また「日本文学の伝統とはフランス文学であり、ロシア文学だ。もうこの上、日本から日本人としての純粋小説が現れなければ、むしろ作家は筆を折るに如くはあるまい」と書いた。「純粋小説論」はこの頃に翻訳が出たアンドレ・ジッドの「贋金つくり」の意識的なメロドラマ性が影響している。
1935年（昭和10年）8月から12月にかけて『東京日日新聞』・『大阪毎日新聞』に「家族会議」を連載し、東京と大阪の方言を対比させた。
1935年7月、『紋章』が第1回文芸懇話会賞を受賞した。

### 渡欧体験と『旅愁』
1935年（昭和10年）年末には外遊が決定していたが、横光は「外国へなぞ行きたくない」と中山義秀にかたり、中山は、文壇で独走する横光にとって「文壇から追っ払わようとしている、そんな予感がしていたからではなかったろうか」と述べている。1936年（昭和11年）1月、中野重治が銀座で横光を見た時も孤影悄然として「山奥から出てきた大きな山猿のように寂しく見えた」という。
1936年2月18日、東京駅での見送りには三重にも列ができ、女優高杉早苗らが花束を送った。2月20日、39歳の横光は川端、中山、画家の佐野繁次郎、姉の静子らに見送られ、神戸を出航した。半年間、東京日日新聞ならびに大阪毎日新聞ヨーロッパ特派員としての渡欧だった。ベルリンオリンピック観戦記と外遊記が目的であった。行きの船は日本郵船の箱根丸であったが、そこでは高浜虚子や宮崎市定が同乗していて、虚子は句会をひらいていたため、横光も参加した。虚子は「横光君は米袋のやうなだぶだぶしたセビロを着ていた。其について横光君は弁解していた。これは米袋で拵えたのであるが、涼しくてよいと言っていた」と『巴里に同行して』で回想している。セメントを入れるインドの麻袋製であった。上海では魯迅や山本実彦に会った。出発直後に二・二六事件が起こり驚くが、やがて「陸のことは陸のこと」と思うようになった。事件の報せは香港に向かう台湾沖で受けた。シンガポール、ペナン、コロンボ、カイロから地中海経由の1か月の船旅を経た。
1936年3月27日にフランスのマルセイユに着いた。上陸後は船客の年長者だけが荷物を調べられて、ほかの船客は横光も含めて調べられなかったので、「フランス人の最初の自由さをわれわれは見たのである」とヨーロッパの第一印象を横光は後に書いた。マルセイユではノートルダム・ド・ラ・ガルドを訪れ、血まみれのキリスト像に衝撃を受けた。『旅愁』では「この国の文化にもやはり一度はこんな野蛮なときもあったのか」「しかも、この野蛮さが事物をここまで克明に徹せしめなければ感覚を承服することが出来なかった」「このリアリズムの心理からこの文明が生まれ育った」と小説の矢代の思念として書いている。同日夕刻には街角で、疲れて沈み込んだ群衆を目撃して、「これがヨーロッパか。―これは想像したより、はるかに地獄だ」と書いている。
翌日の3月28日にパリに向かうが、車窓からの美しい田園風景を堪能しながらも、「なお植民地の勃興を考えて」いたという。パリで横光と交流した岡本太郎は「横光さんは憂鬱に打ちのめされて青黄色い顔をしていた」と回想している。しかし岡本がフランス語のできない横光を助けると、憂鬱、孤独感が和らげられ、横光は「すっかりパリファンになった」あと、「酔ったように街を歩き廻った」という。小説『旅愁』に出てくる欧化主義者久慈のモデルは岡本であるといわれる。パリで横光はオーギュストコント通りについて「夜のこの通りの美しさは、神気寒倹たるものがある」とし、シャンゼリゼについては俗っぽいが、「文化の最高に位置するものは何となく俗っぽくなければ価値を失うものだ。私は好みを殺してここを最高と認める」と書き、コンコルド広場は「人工の美の極を尽くしたもの」と賞賛する一方、「こんな所は人間の住む所じやない」とも書いている。横光は岡本に「パリにはリリシズムがない」といったり、「パリにはリアリズムがない」といい、ラテン文化の都の肌理と日本文化の肌理との絶望的な食い違いに「絶望した横光さんは純粋であり、繊細であった」と回想している。5月3日フランス下院選挙で人民戦線派が過半数を獲得し、5月26日にはストライキが発生、横光はこれについて『旅愁』でも描いている。6月6日にはレオン・ブルム人民戦線内閣が成立し、7月17日にはスペイン内戦が勃発した。パリ滞在中、5月4日から5月8日までイギリスに旅行する。横光はカルチャーショックを受け、一時神経衰弱になった。「ここには豊かな知識と性があるだけだ。感情のある真似をしたくてはならぬ悩みーこれがパリーの憂鬱の原因である」と書いている。また横光は「デカルトに始まった都市国家の智的設計は、ヨーロッパから個性を奪ったのだ。この幾何学の勝利は人心の中に於いてでも暴威を逞しくして近代に及んだ」と随想している。6月12日には岡本の紹介でダダイスムの創始者である詩人トリスタン・ツァラを訪問し、日本は地震国で自然力から襲われるために日本独自の自然に対する考え方があると述べるなどした。このほか、ルーアン、オーストリア、イタリアなどにも旅行で赴くが、パリに帰るたびに心が落ち着くほどパリの魅力を感じ取ってもいた。チロル、ウィーン、ブダペスト、フィレンツェなどを訪ねた。
ベルリンは清潔で、「日本の市街はその汚さのために何といふ豊富な自由があることだらう」と感じた。ベルリンオリンピック観戦記は東京日日新聞で連日報道され、見出しには「花紅く旗翻る 伯林祭 楽園は戦前の静けさ」「日本軍益々活躍」「玉砕期す」といった国家民族間の戦争によって表現されていた。8月にベルリンオリンピック観戦後、モスクワからシベリア経由で1936年8月25日に帰国した。
8月26日東京日日新聞夕刊には「帰朝した横光利一氏の談 オリムピックを機に日本の文化は十年飛躍しよう 今にして想ふ日本女性の美」と題して門司のホテルでの写真とともに掲載され、フランスは左翼、ドイツは右翼だが、右翼も左翼も紙一重であり、大部分は利益によって動いていること、アンドレ・ジッドから招待されたが都合で会えず残念であったこと、オリンピックでは民族的差別観念がなかったことなどが報じられた。帰国直後の9月、温海温泉に一か月滞在する。帰国後、横光は「あれほど大都会の中心を誇っていた銀座は全く低く汚く見る影もなかった」「内充して外に現れることが形式の本然であるならまだまだ日本の内側は火の車だ」と、日本の「貧寒さ」について『厨房日記』で書いている。こうした日本批判は後にも先にもないといわれる。
この旅の経験をもとに、翌1937年（昭和12年）4月から1946年（昭和21年）1月まで11年ほどかけて『東京日日新聞』・『大阪毎日新聞』に「旅愁」の連載をはじめる（未完）。挿画は藤田嗣治。『旅愁』を書くために横光は「門を閉じて客との面会を謝絶し、この作品に心血をそそいだ」（中山義秀）といわれた。『旅愁』では「西洋が二十世紀だからといって、東洋もそうだとは限らない」「そこを何だって、西洋の論理で東洋が片付けられちゃ、僕らの国の美点は台無しですから、果たしてそんなに周章てて美点を台無しにすべきかどうかという、そこの疑問から今のすべての論争が発展したり、押し込められたり、引き延ばされたりしている始末」と書かれて、小説のなかで矢代と千鶴子の結婚を妨げる要因に宗教の対立が描かれ、カトリック信者である千鶴子に対して、矢代は「カソリックをも赦し、むしろそれを援ける平和な寛大な背後の力」として仏教でも神道でもなく古神道を見いだしている。西洋の思想と日本の古神道との対決を志したこの長編は、盧溝橋事件の勃発までを書いたところで未完に終わった。
同時期に永井荷風は『濹東綺譚』を連載しており好評を博していた。横光はこれに対抗して『旅愁』を書いていたが、『濹東綺譚』連載が終了すると、『旅愁』の連載を中止した。
また『欧州紀行』を発表したが、読者の異国趣味を満足させるものではなく、アフォリズム的な表現をちりばめたもので発表当時不評判であった。
1937年12月、伊勢神宮に参拝。

### 戦時下
このころから段々と太平洋戦争の影が文学界にも影を落としてくる。世相が戦争に向かう中、国粋主義的傾向を強めていった。
1938年（昭和13年）11月から40日間、中国に旅行する。学生の時から親交のあった中山義秀が芥川賞をとったとき、審査員だった横光は「彼は今頃芥川賞をとるような男ではない。彼はとうの昔に立派な作家になっていた筈であった」と激励し、中山は泣き出し、会場ももらい泣きしたといわれる。

#### 文芸銃後運動
1940年（昭和15年）8月に、温海温泉に滞在する。日本文学者会議の発起人となる。1940年10月に菊池寛、高見順、林芙美子らと共に文芸銃後運動講演会のため、四国へ赴く。横光は基本的には自由主義者であったが祖国の勝利を信じていた愛国者でもあった。他方、ナチスの焚書に抗議する意味で結成された学芸自由同盟にも参加したこともあった。
1941年（昭和16年）5月、文芸銃後運動中部地方班に参加。1941年8月に箱根の日本精神道場で行なわれた大政翼賛会中央訓練所主催の第一回特別修練会の＜みそぎ＞に参加した。滝井孝作、中村武羅夫も参加した
みそぎからは「極度に謙虚」になることを体験し、天地、神、人間、自然について考え、「みそぎほど生理的なものはない」と書いている。しかし雑誌では匿名記事で修練参加を非難したり、自宅には攻撃的な投書が届いた。

#### 『軍神の賦』

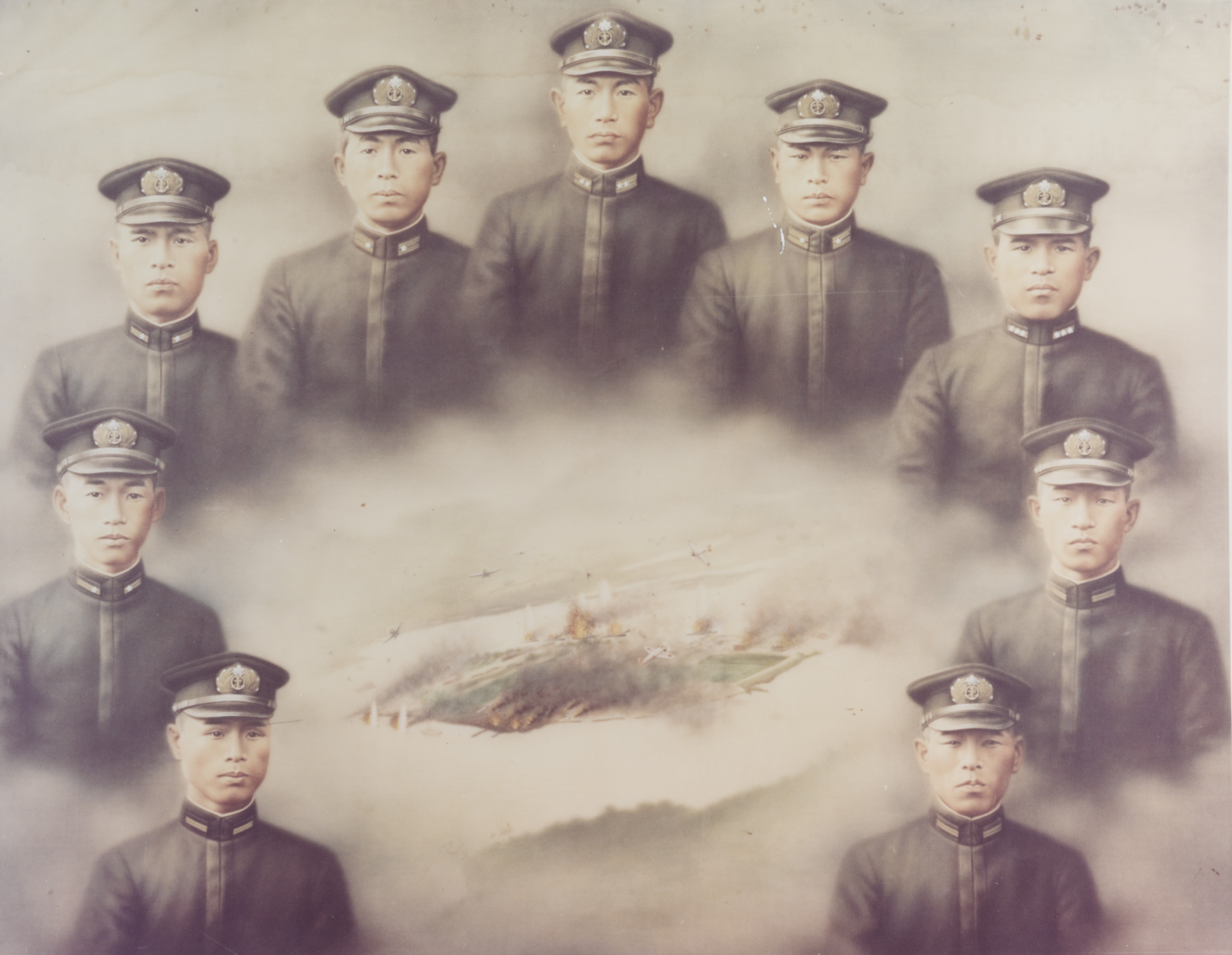
九軍神

1941年12月8日の真珠湾攻撃の翌日の日記には「先祖を神だと信じた民族が勝つたのだ」「パリにいるとき、毎夜念じて伊勢の大廟を拝したことが、つひに顕われてしまつたのである」と書いた。真珠湾攻撃における特別攻撃隊（特殊潜航艇甲標的）によるハワイ攻撃で戦死した兵士9名は「九軍神」として政府によって顕彰されたが、この「九軍神」について横光は翌1942年（昭和17年）4月に発表した「軍神の賦」で次のように聖戦の犠牲として哀悼している。
また兵士の内面については「もつとも神聖な犯すべからざる静粛さで、ひそかに死の訓練を日夜たゆまず遂行し、興奮もなければ、感傷もない、淡々として自分の霊柩を製作し、操作する。その技術の中に描かれた未来は、も早ただ純一な信仰の世界だけであつたらう。」と書いた。真珠湾攻撃計画については「すべて計算され、そして、それを実行することの結果が、儘く死から脱れることがないといふやうな、厳密な科学的計画」が大日本帝国海軍によってなされたとした。

#### 大東亜文学者会議

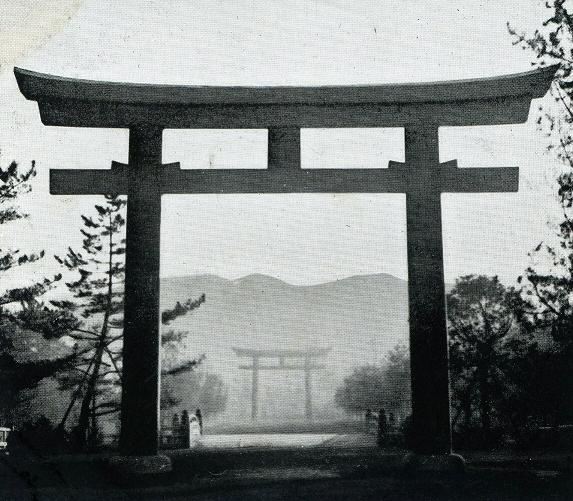
橿原神宮。戦前の絵はがき。

1942年1月、水上温泉に旅行。1942年5月26日に設立した日本文学報国会が企画運営した「大東亜文学者会議」は、その目的を「大東亜戦争完遂、大東亜共栄圏確立について文学者として挺身協力の方途を議し、亜細亜文学者の大使命を明かにす」とされ、横光はその決議文起草に参加した。1942年11月5日の第一回会議では横光は小説部会幹事長として宣言文を朗読し、1943年（昭和18年）8月25日の第二回会議では所信表明演説を行った。また文芸報国会で九州で講演。
1942年12月に刊行した『刺羽集』では、筧克彦の『国家之研究』（1913年（大正2年））の一節「皇国の国法は随神道、即ち、古神道の顕現に外ならぬ。各人は即ち八百万の神の顕現であり、国法は神道の現れである。」を引用して、「日本人を神として取扱ふ我が国の国法のこれが原理である。この爽やかな、愛情に満ちた意識を根底としている文化について、怪しむに足るだけの何が自分らの知の中にあるだらうか」と書いている。また橿原神宮を参拝して、「八紘一宇」（八紘を掩いて宇と為さん事）について「この崇高な道徳こそ、世界最高の神意たること、瞬時も決戦下われわれの心から失せしめ給ふな」と祈ったと東京日日新聞で書いた。
1943年（昭和18年）『旅愁』第三篇を刊行。1943年3月31日付で海軍報道班員として戦時徴用を受け、4月のニューギニア派遣の話が実現寸前までいったが病気で中止となる（親しい人に書簡で伝えている）。しかし、その前後の1942年の初夏と1943年8月に2度ほど、ラバウル近辺に派遣された（坂井三郎の証言による）。

#### 特攻精神
1945年（昭和20年）1月、空襲から逃れるため家族を夫人の郷里である山形県鶴岡市に疎開させた。1945年3月に発表した「特攻隊」では、「特攻隊の精神」を「すべてのものから別れて行く精神」として次のように書いた。
6月には自らも鶴岡市に疎開し、同月末に山形県西田川郡上郷村に移る。疎開先では米、味噌、醤油も買えず食料難に苦しみ、健康を害した。

### 戦後
1945年8月15日の敗戦の時は、小説『夜の靴』では義弟から玉音放送を聞いて「私はどうと倒れたやうに片手を畳につき、庭の斜面を見ていた」「敗けた。-いや、見なければ分からない。しかし、何処を見るのだ。この村はむかしの古戦場の跡でそれだけだ。野山に汎濫した西日の総勢が、右往左往によぢれあひ流れの末を知らぬやうだ」と書かれている。そのときの衝撃と戦い、貧窮のなか、ひそかに蘇生を思索したものが、小説『夜の靴』となる。
1945年10月には改造社社長山本実彦の命で編集者が『改造』復刊号への寄稿を求めたが、疎開から戻っておらず北沢の家には不在だったため、山形から返事が届いた。この11月にはすでに山形県西田川郡上郷村の住まいを引き払い、温海温泉の寿屋に滞在していた。翌12月15日、東京に帰る。次男の佑典は、利一が落ち着きをとり戻したのは天皇制の保持が確定してからであったと述べている。

### 終戦直後の戦犯追求
敗戦後の連合国軍占領下の日本で、戦時協力をした「文壇の戦犯」と名指しで非難を受ける。その主な論者は、1945年12月に設立された新日本文学会の小田切秀雄や宮本百合子、杉浦明平らであった。小田切秀雄は1946年6月、新日本文学会の機関誌『新日本文学』に「文学における戦争責任の追及」を発表し、そこで「菊池寛、久米正雄、中村武羅夫、高村光太郎、野口米次郎、西條八十、斎藤瀏、斎藤茂吉、岩田豊雄、火野葦平、横光利一、河上徹太郎、小林秀雄、亀井勝一郎、保田與重郎、林房雄、浅野晃、中河与一、尾崎士郎、佐藤春夫、武者小路実篤、戸川貞雄、吉川英治、藤田徳太郎、山田孝雄らは最大かつ直接的な戦争責任者である」と問いただし、「文学界からの公職罷免該当者である」と断定した。杉浦明平は「横光抹殺論」を展開した。宮本百合子は1947年（昭和22年）に「横光利一・小林秀雄というような人々の悲惨は、いかに文飾したとしても、自身を、日本の民主的文学の伝統に固定的に対置させた反措定としての存在以上に発展せしめる人間的能力をもっていないという点です。そのために動的な歴史の過程にあっては真実の反措定でさえもありえず、単に反動的存在でしかありません」と非難した。横光自身はこうした動きに家族に「みんなして、俺の足を引っ張りおる。横綱を倒せば、名があがるからのう。」と寂しく呟いたという。
こうした追求が進む中、文壇では退廃的なムードがもてはやされ、横光の小説は「神秘めかした観念主義」として冷たく否定されていったが、戦争責任の追及はその後「戦争責任者の資格の再吟味」や色々な事情が絡まって曖昧なかたちで消滅したため、横光には「文壇の戦犯」としての指名は苦々しいものではあったものの、横光の作家生活を脅かすほどの打撃とはならず、横光文学は戦後もなお読者を獲得していた。この指名について橋本英吉が横光に話をした際、横光は言下に「そんなことは大した苦痛ではない」と言い切った。むしろ、横光の苦痛はその指名よりも、『旅愁』を終章にしなければならなくなった敗戦後の世相と体力の衰弱にあった。

#### 『旅愁』検閲

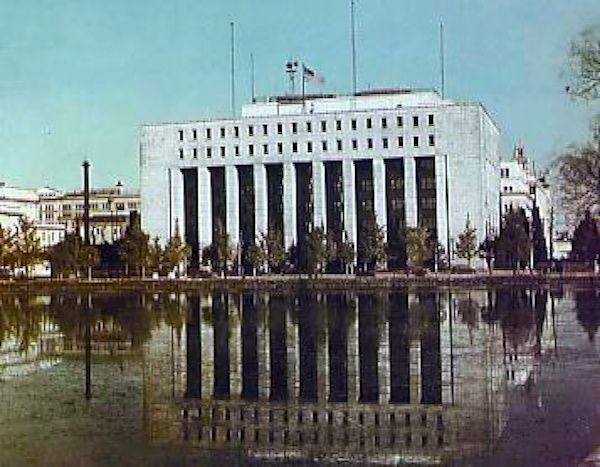
GHQ本部。

1946年1月、『旅愁』一篇を改造社から改造社名作選として刊行、改造社にとっては戦後初の出版であった。この小説が戦前の大ヒット商品であったことや社長と横光との親密な関係などが要因となり、その他に平行して進められていた石坂洋次郎の『若い人』や林芙美子の『放浪記』より前に改造社の戦後出版第一号に選ばれた。同年2月に『旅愁』二篇、6月に『旅愁』三篇、7月に『旅愁』四篇を刊行した。当時活字に飢えていた日本人読者は『旅愁』や『改造』などに殺到し、『旅愁』各巻は10万部も売れた。横光の作品は連合国軍最高司令官総司令部(GHQ/SCAP)の下、民間検閲局(CCD)による検閲と表現規制によって改変されたもので、検閲によって削除された部分は反ヨーロッパ的な表現であった。
異同の例
例えば、戦前の版では
| 「日本がそのため絶えず屈辱を忍ばせられたヨーロッパ」 |

は、
| 「日本がその感謝に絶えず自分を捧げて来たヨーロッパ」 |

へと、ヨーロッパに対して否定的な評価から肯定的な評価へと書き換えさせられた。
- 戦前の版では

| 「何が詭弁だ。万国共通の論理といふような立派なもので、ヨーロッパ人はいつでも僕らを誤摩化してきたぢやないか」 |

は、
| 「何が詭弁だ。万国共通の論理といふ風な、立派なものがあるなら、僕だつて自分をひとつ、そ奴で縛つてみたいよ」 |

と、ヨーロッパへの名指しの批判は削除された。
- ほかにも戦前の版では

| 「しかし、われわれがヨーロッパ、ヨーロッパと騒ぐのは、これは結局はヨーロッパの植民地を守護してやつているようなものだね。植民地を沢山抱きかかへていて、平和平和と云つたつて、そんなことが通るもんぢやない。それを通さうとする常識が、こりや、やつと今ごろ腐りかかつて来たのだ。」 |

は、
| 「しかし、われわれがヨーロッパ、ヨーロッパと騒いで来たのは、騒いだ理由はたしかにあつたね。いつたい自分の国を善くしたいと思ふのは人情の常として、誰にでもあるものだが、騒ぎすぎると、次ぎには要らざる人情まで出て来るのが恐いよ。」 |

とヨーロッパの植民地主義についての言及が削除され、「人情」が代わりに使用された。
- 戦前の版では

| 「日本だけは滅んでくれちや困るとひそかに思ふ」 |

は、GHQ版では
| 「たつた一つの心だけ失つちや困ると思ふ」 |

へと書き換えさせられた。
- 「アメリカ人」は「その男」と国籍不明に書き換えさせられた[6]。
- 戦前の版では

| 「大神に捧げまつらん馬曳きて峠を行けば月冴ゆるなり」 |

は、GHQ版では
| 「父母と語る長夜の爐(炉）の傍に牛の飼麦はよく煮えてをり」 |

に変更された。
このようにヨーロッパの植民地主義や欧米を批判していると読まれるおそれのある箇所はすべて改変され、「人情」「ヒューマニズム」「心」といった普遍的な問題に置き換えられ、愛国心についての発言なども削除された。
これらの検閲について山本健吉は「カットされたが、たいしたことはなかった」と評価しているが、意味が逆になる書き換えも行われ、百カ所以上がカットされた。戦前版と戦後版の異同については『定本 横光利一全集』第九巻「編集ノート」に対照表が掲載されている。なお、新潮文庫や講談社文芸文庫の『旅愁』はこのGHQ/SCAPによる検閲を受けた1950年の改造社版を採用している。岩波文庫版は定本全集版にしたがい、『戦前版』を本文としている。
『旅愁』の訂正に横光はひどく神経を使ったらしく、敗戦の衝撃と相まって横光は健康を崩した。当時『中央公論』の編集長だった木佐木勝は日記に「横光氏もなかなか立ち直れないようである。梅雨期から真夏へかけて、気候の悪条件の中で、くずれゆく肉体を支える横光氏の精神力が問題である。戦後の心の深手は当分いえそうもない。問題の「旅愁」もいよいよ最終巻を迎えて、作者の健康のさらに衰えたことを聞く。なにかいたいたしい気がしてならない」と書いた。
『旅愁』は合計30万部売れたが、その印税は封鎖預金で支払われた。封鎖預金は月額300円しか引き出せない仕組みになっており、いくら『旅愁』が売れても生活は窮迫した。川端康成が、刊行予定の『紋章』の印税の内金の名目で、当時重役をしていた鎌倉文庫から出してくれた3千円で糊口をしのぐなどした。

### 晩年
1945年12月15日に、疎開先から東京の北沢の家に戻る。12月28日、戦後最初の単行本『雪解』を養徳社から刊行。
1946年の横光は仕事に追い回されて多忙であった。この頃、川端康成の推薦で『人間』に掲載された三島由紀夫の「煙草」をしきりに褒め、長男・象三にも「こういうのを新しい小説と云うんだ。まだ東大の学生だそうだが、目茶に上手い奴だよ」と三島の作品を読むように勧めた。6月半ばに血を吐いて倒れる。実際はのどの血管が破れて出たものであったが、横光は疎開中の無理がたたって肺をやられたのだと思い込んだ。横光を最初に診察したのは中山義秀の紹介した医師免許を持つ出版屋で、仕事で横光の自宅を訪れた際、横光は軽い脳溢血にかかっていると診断した（後に誤診と判明）。結果として横光は、肺病と脳溢血が同時に襲ってきたとすっかり信じ込み、肺病を治すには滋養をとるにかぎると精出して鰻や鶏を食べたが、生来の医者嫌いから医師には掛からず、専ら揉み療治や灸をすえていた。中山は横光に手紙を書き、半年くらい山野に静養するよう忠告したが、横光は取り合わなかった。このことを後に中山は、「（横光）氏は親しいもののいうことだと余り用いなかった。相手を知りすぎているので、いうことに新鮮さが感じられないためであろう。そしてきのう、きょう知り合ったような他人の言葉を変に信用する」と振り返っている。横光が戦争責任者のリストに載ったのはこの頃である。『旅愁』の検閲による精神的疲労から体調を崩し、寝たり起きたりを繰り返した。病床の中で、少年の日を思ったり、「実際私は菊池先生のことを思っただけでもいまだに何一つ恩返し出来ない自分を省みて、これはもう貰い放しの方がと、そんなことを思ったり、老来いたく胸をしめることのみ増して来る」「菊池寛氏のテーマ小説の意義は、あの人が批評家だっだからだと思いますが、人がこれを問題にしないというのが、人がそれだけ貧弱だからだと僕は思っています」など、しきりに師の菊池寛に思いを馳せていた。川端康成が横光を心配して何度か鎌倉から医者を連れてきたが、横光はこれを拒絶し、おかしな宗教に縋って「生き神様の言う薬を飲むといい」と言って御符を焼いた灰を飲んだり、民間療法の一種であるアレルゲン免疫療法の蜜蜂療法（アピセラピー(Apitherapy、Bee venom therapy）などを始めるが、思わしい効果は得られなかった。9月に『罌粟の中』を刊行。11月16日に内閣告示された「当用漢字表」「現代かなづかい」については、賛成かどうかははっきりいえないが、日本語は自然に美しく変化していくだろうとの見解を述べた。
1947年（昭和22年）6月頃より吐血があり床に伏すことが多くなる。見かねた川端康成が東京大学佐々内科の柴豪雄博士に診察を依頼した。川端は横光に対してかなりの説得を行ったらしく、柴博士は「私は横光さんがかねて大変な凝り性であることは、水野成夫氏や川端康成氏から聞いていた。（中略）病気のことも彼独特の判断で自己流の療法を固執し、他人にも得意に説得して信じさせねばおかない横光さんが、診察をうけ様と決心したのは余程の事だったにちがいない」と当時を振り返っている。それでも最初の往診時、柴博士は案内役の清水立夫に「あんなに医者嫌いの横光さんが、柴さんに診て貰う気になったのは、余程信用した場合でしてね。然し、今日は病気の雑談をする位に心得ていてほしい」と言われたという。診察の結果、脈搏は整調、血圧は160mmHgで少々高めではあるが脳溢血の懸念なし、肺臓にも心臓にも異常なしとのことであった。ただ腹部触診で格別な異常を認めないが、消化器系等のレントゲン線検査の必要を感じて東大病院に来るようにと、柴博士は横光に約束させた。横光はこの診察ですっかり元気を取り戻し、中村嘉市宛ての手紙に「小生の方も無事にてご安心下され度く。私も頭の方は、去年のは機械が間違っていたらしく血圧はずっと減っており、中風も脳溢血も心配なしとの名医の診断にて、安心しました。ただ今は胃が思わしくないのでこれを癒せば宜敷しいのですから、食いしんぼうの小生、何よりむずかしく、塩湯のみ飲むことにしています」と書いた。横光は一貫して自分の信じる療法のみに固執し、柴博士と約束したレントゲン線検査のことは放置した。脳溢血の不安がなくなったことで、今度は異常なほど甘味にとりつかれ、「家人に隠して蔵書をもちだし、それを金にかえてマーケットの粗悪な大福餅や饅頭のたぐいを、ひそかにむさぼり喰べ」た。11月、杉浦明平が「横光利一論」(『文藝』)で『旅愁』のナショナリズムについて厳しく指弾した。しかし、十重田裕一は用いられた版が戦前版なのか、戦後版なのかによって意味は大きくなるとしている。12月、疎開時の日記という体裁をとった小説『夜の靴』を刊行。河上徹太郎は横光の最大傑作と評した。
12月14日、母の実家にあったランプを通して青春時代の柘植での思い出を書いた『洋燈（ランプ）』を執筆中に突然目まいに襲われ、さらに翌15日の夕食後、胃に激痛が起こり、一時意識不明になる。診察した医師は胃潰瘍と診断した。以後、客との面接を一切断り、自宅の二階座敷を病室にして臥床する。22日、再び重篤になり、川端康成の連絡で往診を行った東大病院の柴博士は、「六日前に上腹部の激痛を感じ黒赤色の便通を見てから急激な貧血に陥り、遂に意識不明、脈搏消失の危篤状態となったが徐々に回復して来たと云う容態にあった。床中の彼は顔面蒼白、脈搏数九〇、微弱、緊張不良、心音かなり稀弱。然し腹部の自然痛は最早消退し、圧痛は上腹部に僅か存在する位で、危篤の域を脱して来ていた。出血がひどく続いて止血徴候のない場合は、危険を冒して摘出手術のことも考えられるが、何分軽々に動かしも出来ない容態であるし、又この分では慎重な食餌療法で徐々に回復するものと見当がつけられた」と診断を下した。柴博士の帰り際、横光が「何か起死回生の方法はないか」と詰問したため、「絶対安静に養生して離床の時が来たらレントゲン線検査で潰瘍の適格な位置、大きさ、深さを診断した上で摘出手術をすれば再発の憂いもなくなり、起死回生の療法になるのだ」と説明したところ、横光は満足げに頷いた。その後、徐々に元気を回復し、家族や友人がこのまま回復するだろうと思われた中、29日の夜半に「ヒコーキに乗りたい」とか「今日はね、おんりょうがたくさん出て来よった」と口走って妻・千代を驚かせた。
12月30日の暁方3時半ごろ、突然急激な腹痛で苦しみだし、そのまま午後4時13分、49歳で死去。その10分後に急な来診の連絡で駆け付けた柴博士は、「昨夜来ひどい腹痛が連続的に起って、昼すぎ昏睡状態に陥り十分前にこときれた」と説明を受けた。触診の結果、上腹部から下腹部にかけて腹筋緊張と膨隆が認められ、潰瘍が腹膜腔に穿孔して急性腹膜炎を併発したと診断した。死去した際の横光は、柴博士と同じように駆けつけていた川端康成と同じ位まで痩せていたという。川端の「横光利一弔辞」の一節「君を敬慕し哀惜する人々は、君のなきがらを前にして僕に長生きせよと言う」はこの時交わされた会話であろう。また鎌倉の家で病床にあった中山義秀は、横光の訃報を知ると家人のとめるのも聞かずに横光の家に走り、横光の死に顔を見て「横光は顔をしかめ、苦しげな表情で死んでいた。それほど病気の苦痛がひどかったのか、それとも招かざる死神に、最後まで抵抗して闘ったのか、つきぬ憾みと執念とを、まざまざとこの世にとどめているような、いたましい死顔であった」と書き残した。

### 葬儀

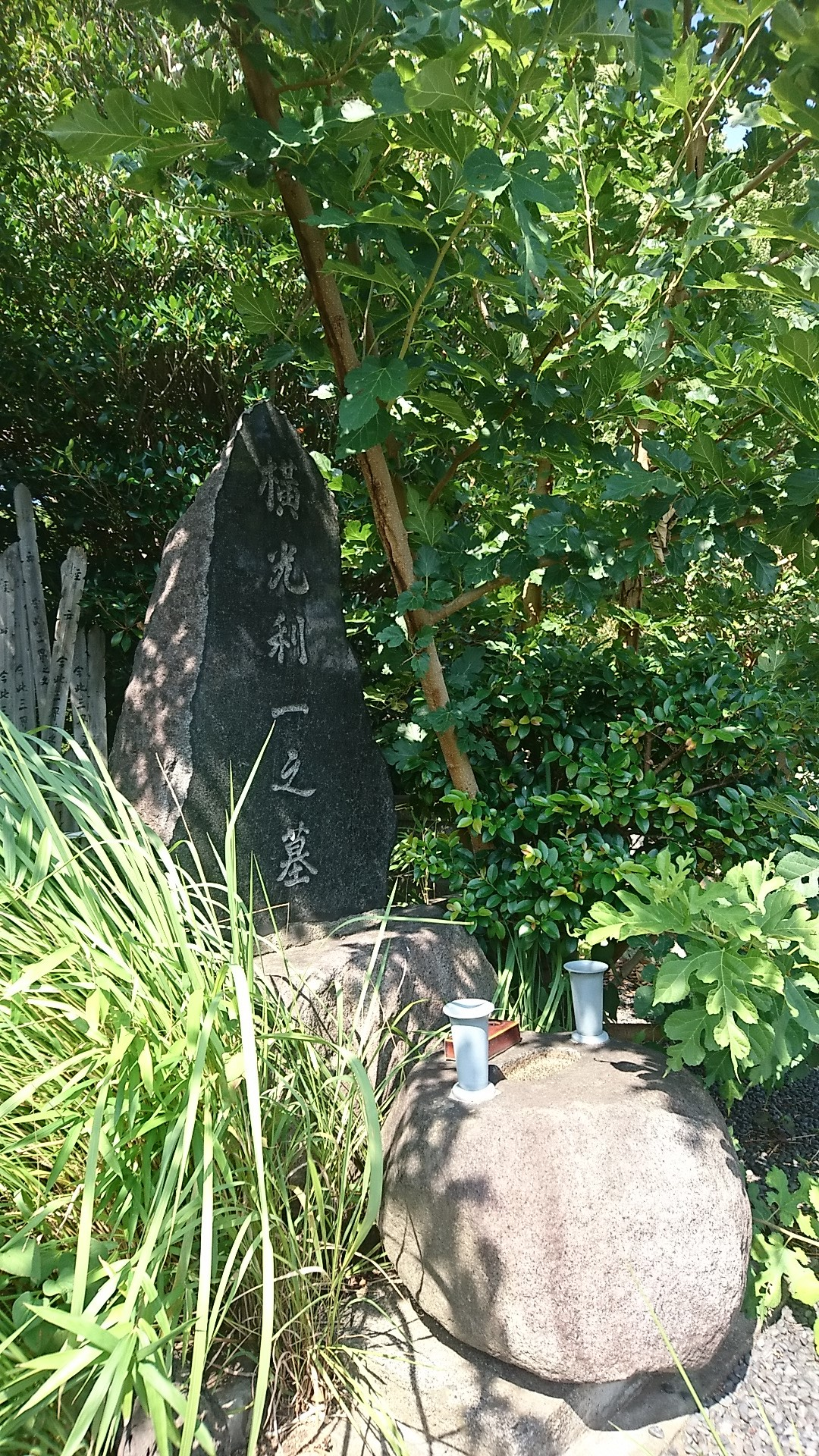
横光利一の墓

翌年1948年（昭和23年）1月3日に自宅で仏式葬儀が行なわれた。川端康成は弔辞で次のように述べた。
戒名は「光文院釋雨過居士」。デスマスク（銅製）は本郷新により作成。死顔のスケッチも佐野繁次郎と岡本太郎により描かれた。1949年（昭和24年）7月、東京都府中市の多磨霊園に墓が建てられた。墓碑の「横光利一之墓」は川端康成の筆である。

### 死後
1948年1月、鎌倉文庫の『人間』に遺作である「微笑」が掲載される。鎌倉文庫は1945年（昭和20年）5月に小林秀雄、川端康成、高見順、久米正雄ら鎌倉在住の文士によって貸本屋として開店され、終戦後の9月に大同製紙の申し入れにより出版社となって出発し、『人間』が創刊された。編集長は木村徳三で、作家の三島由紀夫、安部公房、野間宏、遠藤周作、堀田善衛らが寄稿し、有力な文芸雑誌となり、GHQ/SCAP民間情報教育局(CIE)の調査でも「代表的文芸誌」とされていた。創刊号の表紙はアダムとイヴのような若い男女の姿が手を後ろに回して並び立つ姿であったが、GHQの担当女性将校は、これは敗戦国の日本人を表現するもので、日本人は囚われの身ではなく連合軍によって解放された人民でなければならないという理由で不適切との勧告を受けた。
河上徹太郎や川端康成、菊池寛らによって横光没後の1948年4月、『文学界』で「横光利一追悼号」が出された。
死後の1948年、「横光利一全集」は新潮社との激しい争奪戦の末、改造社から刊行された。
1949年には「横光利一賞」が設定され、大岡昇平『俘虜記』が受賞した。しかし改造社社長山本実彦は公職追放を受け、経営も思わしくなく、1955年に雑誌『改造』は終刊した。

## 文学碑
1959年（昭和34年）12月15日、三重県阿山郡伊賀町（旧・柘植町）に記念碑がたてられ、横光が生前に最も好んでいた自筆の句が、川端康成によって選出され、

蟻
臺上に餓えて
月高し

と刻まれた。
1993年（平成5年）10月30日、生誕95年記念として大分県宇佐市の市民グループ「豊の国宇佐市塾」により、同市赤尾の光岡城跡に『旅愁』文学碑が建てられた。碑文は森敦の揮毫で『旅愁』の一節が記された。
2013年（平成25年）11月23日、東京世田谷区の市民ボランティア団体「北沢川文化遺産保存の会」が、横光利一旧居「雨過山房」近くの北沢川緑道に「橫光利一文学顕彰碑」を建立した。このモニュメントには小説『微笑』に出てくる石畳（鉄平石）二枚が用いられている。これに響く靴音で訪客の用向きが分かったと作品には記されている。石は橫光家から寄贈されたものである。
横光の名を冠したものとして、父の故郷の大分県宇佐市でおこなわれる横光利一俳句大会がある。これは横光が自らを松尾芭蕉の末裔であるこという矜持があり、また本人も数多くの句を作ったところよりきている。

### 記念館
三重県立上野高等学校に同窓会が横光利一記念館を設置。

## 発言、思想
人民戦線政府が成立したフランスで日本の左翼について質問された際には「左翼はなかなか繁栄したときもあります。しかし、日本は昔からそのときの思想状態を是非必要と感覚しないかぎり、どのような思想も行為も無駄となりますから、そのために秩序が乱れる恐れが生じると、これを枯らしてしまう自然という恐ろしい力があるのです。この自然力は物理的なもので、ヨーロッパの知性も日本へ侵入して来る度に、この自然力と争わねばならぬのです。つまり、日本はいかなる思想も物もそれを選択する場合に個人の意志では出来ません。自然力に任せてこれの命ずるままに従わねばならぬのです。個人の役に立たぬそのような日本では、従って第一番の芸術家や思想家は自然という秩序です。日本の左翼も自然発生から自然消滅の形をとって進行していますが、それは思想の無力というよりも、思想と同程度に整えられた秩序の強力なためなのです」と答えた。
フランスの婦人に日本人はなぜ腹切りをするのかと聞かれ、横光は体験記の体裁の小説『厨房日記』で「それは見栄でも責任でもない。世の中の秩序を乱したと感じるものが、自分の行為を是認するために行うもの」で、「日本人は社会の秩序を何より重んじるから、自然に個人を無にしなければならぬ。つまり、生活の秩序を完成さすためには人間は意志的に無になる度胸を養成しなければならぬ。日本文化の一切の根柢はこの無の単純化から咲き出したもので、地球上の総ての文化が完成されればこのようになるものだという模型を造っているような社会形態が、日本だと思う」「つまり知性の到達出来る一種の限界までいっている義理人情の完璧さのために、も早や知性は日本には他国のようには必要がないのだと思う」と答えた。

## 他から受けた影響とその評価
横光は小林秀雄について、「松尾芭蕉より進んだ文学者」として『夜の靴』などで絶賛した。また宮沢賢治を、その死後間もない時期に知って高く評価し、1934年4月号『文藝』に「宮沢賢治氏について」を発表している。賢治没後の最初の全集（文圃堂、1934年 - 1935年）の刊行に協力し、編集者の一人として名を連ねている。
中河与一の『木枯の日』について横光は「異常な神経の嗅覚」を持っており、こうした「嗅覚」をドストエフスキー、ヨハン・アウグスト・ストリンドベリ、ホフマンは持っていたが、志賀直哉とポーは理知が邪魔をして持っていなかったと評価した。
ストリンドベリの『地獄』『青巻』については1925年の「感覚活動」において「より深き認識への追従感覚を所有した作品」と評価し、松尾芭蕉、志賀直哉の『剃刀』（1913年）、『范の犯罪』などになぞらえた。横光は志賀の『范の犯罪』に影響をうけて、『殺人者』のち『マルクスの審判』を執筆した。またこの小説は芥川龍之介の『薮の中』にも影響を受けている。横光によるストリンドベリについての言及はランボーよりも頻度が多い。
また、1933年には、『源氏物語』、井原西鶴、樋口一葉『たけくらべ』、森鷗外の『雁』と谷崎潤一郎の『蓼喰ふ虫』などを挙げて、日本の国語は人情を書くのに一番適していると評価している。1937年には志賀直哉の作品を「日本文の模範」とも賞賛している。
また、横光はフェルディナン・ド・ソシュールの言語理論を踏まえており、1928年（昭和3年）7月3日から6日にかけて読売新聞で「一つの形式の生まれるのは、その民族の中から生まれる」とソシュールの言語理論を踏まえて論じ、文学の形式と民族の問題として位置づけた。ソシュールの書籍は同年翻訳されており（岡書店刊行『言語学原論』小林英夫訳）、さらにソシュールの言語理論を踏まえた外山卯三郎の『詩の形態学序説』が刊行され、同年創刊された『詩と詩論』創刊号に掲載された西脇順三郎なども、横光に影響を与えたといわれている。
『旅愁』での古神道の典拠については、筧克彦、川面凡児の禊思想、ブルーノ・タウト、小泉八雲などが挙げられている。

## 評価と研究
戦前は「小説の神様」と賞賛され、文壇の寵児となったが、批判もあり、たとえば志賀直哉は横光を認めなかった。また中條百合子は、「厨房日記」批判を公にした。

### 戦後
戦後になると、横光の評価は戦犯追及の時流のなかで否定され、埋没されかかった。一貫して横光を守ったのは河上徹太郎であったといわれる。なお、横光を戦犯視する風潮は彼の死後もしばらく文壇内に続いていったとみられ、当時新人作家であった三島由紀夫は知人への手紙の中で、「横光利一氏の死に対してあらゆる非礼と冒瀆がつづけられてゐます。私の愛するものがそろひもそろつてこのやうに踏み躙られてゐる場所でどうしてのびのびと呼吸をすることなどできませう」と書き綴っている。
横光利一が「小説の神様」と呼ばれていた時代に関しては、三島由紀夫は1954年（昭和29年）の舟橋聖一との対談で、「神さま問題になるけど、横光さんなんかが神さまに思われていた時代というのは読者が今よりばかだったんでしょうかね」と発言し、舟橋はそれに対して「あのころは一生懸命なら神さまなんだ」と答えている。菅野昭正は当時を振り返り、「じっさい、私が学生だった昭和二十年代、すくなくとも若い世代の文学読者のなかで、横光利一は落ちた偶像だった。戦前、小説の神さまとして畏敬を集める存在だったとは、誰しも知っていたが、その余光もすっかり消えうせていたと言ってよい。横光利一の肩をもったりするのは、どちらかといえば、軽蔑を買いかねまじき雰囲気だったのを覚えている」としている。
しかし、やがて改めて再認識されはじめ、1955年（昭和30年）5月には『文芸臨時増刊 横光利一読本』が河出書房から刊行された。1958年（昭和33年）になると野間宏が立て続けに横光を中心とした新感覚派についての論文を発表していった。当時野間は「さいころの空」を連載中であったが、戦後横光を糾弾していた杉浦明平が友人の野間のこの作品について横光の方法を呑み込んだ結果であると1961年（昭和36年）に論じた。1962年（昭和37年）には中村真一郎が『文學界』8月号で「純粋小説論再読--文学の擁護12」を発表し、翌年1963年（昭和38年）の『文學界』3月号には篠田一士が「横光利一のために」を発表し、再評価の気運が高まっていった。
1980年（昭和55年）代より多面的な検討がなされ、前田愛の「『上海』論」や菅野昭正『横光利一』が発表された。1985年（昭和60年）、中村真一郎は『夢の復権』で「常にその時代の前衛に立って一歩も退くことなく、次々と新しい課題の解決のために方法を更新する美学的実験者であるべきだとの信念を終生維持しつづけた」と評価した。
辻邦生は、「“新感覚”で描かれた文体は、文章技術の上での変革ではなくて、実は小説そのものを変貌させる意識・姿勢の改革だったという点だ。（中略）彼がそこで苦悶していたのが、文章上の技巧ではなく、小説を壮大な〈近代の叙事詩〉へ向けようとする大いなる野心のもとでだったことは容易に見てとれる」と述べている。ほか、後藤明生、井上ひさしなども評価している。井上ひさしは「戦後の文壇が、横光一人に戦争の責任を負いかぶせようとしたのは間違いであった」と語った。また城山三郎は「21世紀に、読みほぐされて行かねばならぬ人」と語った。

### 映画との関係
作品としてみると『蠅』や『ナポレオンと田虫』『上海』など映像を意識した作品が数多くあるが、これは同時代に製作されたソビエト映画『戦艦ポチョムキン』に見られるモンタージュ技法に非常に近いものがある。横光の小説では、映画からモンタージュ、ロングショット、クロースアップなどの表現が言語表現に転換された。前記の通り、横光は映画監督の衣笠貞之助と親交があり、『狂つた一頁』の製作に関わるなど新感覚派の文学と映画との近さは指摘されている。

### 西洋近代の超克
1936年（昭和11年）の横光の渡欧体験について吉田健一は永井荷風や島崎藤村が描いたパリは現実のパリそのものではなく、横光は「ヨーロッパに現れた日本の最初の近代人だった」「その現実を知るのには、眼は外にではなく、絶えず我々自身に向けられていなければならない。それ故にそれは自意識の問題であり、近代の特徴をなしているものが、自意識であるのと同じく現実の想念は近代に属している」と評している。
吉本隆明は『悲劇の解読』で「この外遊ほど決定的な悲劇は明治以後の文学史のうえで想定することができない」として「横光の悲劇は＜西欧＞という原理に、＜日本＞という原理を対立させたことにある」とし、『旅愁』で矢代が言霊ではイは過去の大神で、ウは現神で、エは未来の神であり、この三つをつづめて「エッ」と祈ると説明する場面について「涙が出るほど悲惨で滑稽である」と評している。この「神叫び」については横光も体験したことのある川面凡児の禊思想を象徴的に表現したものとされている。
福田清人と荒井惇見は「表面的な国粋主義に、穏やかに追従した考え方だという非難の声も湧きあがった。けれども、横光の苦悩はもっと根深く、日本という祖国を考えるとこに生じるものである」とした。
平野幸仁は、幕末明治期の知識人は和魂洋才をとなえることで西欧文明に拮抗できるほど強固な、武士道倫理や漢籍的教養を持っていたため自己喪失の危機に陥ることなかったが、横光にはそれらが欠けていたため、日本の村落共同体的原理と原始的イデオロギーである古神道に退行し、また『旅愁』では前述の「みそぎ」のほか、幣帛の切り方と数学の集合論との類似性や、龍安寺の石庭が排中律と関係があるといった議論が小説では描かれており、西欧文化のなかでしか日本文化に意味を与えることができなかったとしている。神谷忠孝や河田和子は、横光は「東洋精神による西洋精神の超克」を企てたとしている。
田口律男は、横光の「日本的原理」は保田與重郎や京都学派の「世界史の哲学」とは異なるものであったが、保田與重郎は一顧だにしなかっただろうし、また京都学派の哲学者にとっては全く問題にならない杜撰な論理と思っただろうと推理し、横光が追求した「日本的原理」の構築の作業は失敗しつづけたとしている。
三島由紀夫は、横光利一の文学と川端康成の文学の分かれ目を考察し、横光と川端は元々、同じ「人工的」な文章傾向の「天性」を持った作家であったが、横光は、その天性の「感受性」をいつからか「知的」「西欧的」なものに接近し過ぎて、「地獄」「知的迷妄」へと沈み込んでいき、自己の本来の才能や気質を見誤ってしまったとしている。一方それに対し川端文学は、寸前でその「地獄」から身を背けたことで、「知的」「西欧的」「批評的」なものから離れることができ、「感受性」を情念、感性、官能それ自体の法則のままを保持してゆくことになったと論考している。また、三島は横光の方法について川端とは逆に、「徹底的に愚直な方法でやった」とし、「あんな誠実な人はいないな。横光さんという人は好きです。ほんとに誠実だ。あの人は自分のエロティシズムの効用に全く無知だった」「あんなにすべてに無意識だった人はいない」としている。

## 作品

### 小説
- 神馬 - 『文章世界』1917年（大正6年）7月号（横光白歩名義）
- 犯罪 - 『万朝報』1917年（大正6年）10月29日（横光白歩名義）
- 野人 - 『文章世界』1917年（大正6年）11月号（横光白歩名義）
- 音楽者 - 『文章世界』1917年（大正6年）12月号（横光白歩名義）
- 活火山 - 『文章世界』1918年（大正7年）2月号（横光白歩名義）
- 春絵 - 『文章世界』1918年（大正7年）4月号（横光白歩名義）
- 姉弟 - 『文章世界』1918年（大正7年）6月号（横光白歩名義）
- 骨董師 - 『文章世界』1918年（大正7年）8月号（横光利一名義）
- 火 - 『文章世界』1919年（大正8年）8月号（横光左馬名義。のち未発表遺稿として『改造文藝』1949年10月号）
- 宝（「骨董師」の改稿） - 『サンエス』1920年（大正9年）1月号
- 悲しみの代価 - 1920年（大正9年）（未発表。『文藝』1955年（昭和30年）5月臨時増刊号で公開）
- 踊見（のち「父」） - 『時事新報』1921年（大正10年）1月号（横光左馬名義）
- 顔を斬る男（のち「悲しめる顔」） - 『街』1921年（大正10年）6月号
- 南北 - 『人間』1922年（大正11年）2月号
- 面 （のち「笑はれた子」） - 『塔』1922年（大正11年）5月号
- 日輪 - 『新小説』1923年（大正12年）5月号
- 蠅 - 『文藝春秋』1923年（大正12年）5月号
- 碑文 - 『新思潮』1923年（大正12年）7月号
- マルクスの審判 - 『新潮』1923年（大正12年）8月号
- 御身 - 1924年（大正13年）
- 無礼な街 - 『新潮』1924年（大正13年）9月号
- 頭ならびに腹 - 『文藝時代』1924年（大正13年）10月・創刊号
- 愛巻 - 『改造』1924年（大正13年）11月号
- 街の底 - 『文藝時代』1925年（大正14年）8月号
- ナポレオンと田虫 - 『文藝時代』1926年（大正15年）1月号
- 春は馬車に乗って - 『文藝春秋』1926年（大正15年）8月号
- 花園の思想 - 『改造』1927年（昭和2年）2月号
- 朦朧とした風 - 『改造』1927年（昭和2年）7月号
- 七階の運動 - 『文藝春秋』1927年（昭和2年）9月号
- 蛾はどこにでもゐる - 『文藝春秋』1927年 (昭和2年) 10月号
- 或る職工の手記 - 『サンデー毎日』1928年（昭和3年）5月13日号
- 風呂と銀行（『上海』第一篇） - 『改造』1928年（昭和3年）11月号
- 高架線 - 『中央公論』1930年（昭和5年）2月号
- 鳥 - 『改造』1930年（昭和5年）2月号
- 機械 - 『改造』1930年（昭和5年）9月号
- 寝園 - 『東京日日新聞』・『大阪毎日新聞』1930年（昭和5年）11月-12月号、『文藝春秋』1932年（昭和7年）5月-11月号
- 時間 - 『中央公論』1931年（昭和6年）4月号
- 悪魔 - 『改造』1931年（昭和6年）4月号
- 上海 - 『改造』1928年（昭和3年）11月-1931年（昭和6年）
- 紋章 - 『改造』1934年（昭和9年）1月-9月号
- 時計 - 『婦人之友』1934年（昭和9年）1月-12月号
- 盛装 - 『婦人公論』1935年（昭和10年）1月-11月号
- 比叡 - 『文藝春秋』1935年（昭和10年）1月号
- 家族会議 - 『東京日日新聞』・『大阪毎日新聞』1935年（昭和10年）8月-12月
- 厨房日記 - (青空文庫No.2156)
- 旅愁 - 『東京日日新聞』・『大阪毎日新聞』、その他各誌1937年（昭和12年）4月 - 1946年（昭和21年）1月
- 続紋章 - 『改造』1940年（昭和15年）3月-11月号
- 睡蓮 - 『文藝春秋』1940年（昭和15年）7月号
- 鶏園 - 『婦人公論』1941年（昭和16年）1月-12月号
- 將棋 - 『文學界』1941年（昭和16年）3月号
- 罌粟の中 - 『改造』1944年（昭和19年）2月号
- 雪解 - 『雪解』養徳叢書　1945年（昭和20年）
- 古戦場 - 『文藝春秋』1946年（昭和21年）5月号 別冊2
- 夜の靴 - 1947年（昭和22年）
- 微笑 - 『人間』1948年（昭和23年）1月号
- 洋燈 - 『新潮』1948年（昭和23年）2月号（絶筆）

### 詩歌
- 雲 - 『十月』1918年（大正7年）（横光左馬名義）
- 水車 - 『十月』1918年（大正7年）（横光左馬名義）
- 想妹草 - 『十月』1918年（大正7年）（横光左馬名義）
- 浪々 - 『朗々』1919年（大正8年）

### 戯曲
- 愛の挨拶 - 『文藝春秋』1927年（昭和2年）6月号
- 食はされたもの
- 男と女と男
- 淫月
- 帆の見える部屋
- 恐ろしき花
- 閉らぬカーテン
- 幸福を計る機械
- 霧の中
- 笑つた皇后
- 日曜日

### 評論・随筆
- 時代は放蕩する（階級文学者諸卿へ） - 『文藝春秋』1923年（大正12年）1月・創刊号
- 新しき三つの焦点 - 『文藝春秋』1923年（大正12年）3月号
- 震災 - 『文藝春秋』1923年（大正12年）11月号
- 黙示のページ - 『読売新聞』1924年（大正13年）1月21日（青空文庫No.2164）
- 文藝時代と誤解 - 『文藝時代』1924年（大正13年）10月・創刊号
- 感覚活動―感覚活動と感覚的作物に対する非難への逆説（のち「新感覚論」と改題） - 『文藝時代』1925年（大正14年）2月号
- 新感覚派とコンミニズム文学 - 『新潮』1928年（昭和3年）1月
- 文学的唯物論について - 『創作月刊』1928年（昭和3年）2月
- 宮沢賢治氏について - 『文藝』1934（昭和9年）4月号
- 作家の生活 - 1934年（昭和9年）4月 (青空文庫No.49993)
- 純粋小説論 - 『改造』1935年（昭和10年）4月号 （青空文庫No.2152）
- 琵琶湖（青空文庫No.46173）
- 欧州紀行 - 1937年（昭和12年）
- 軍神の賦 - 『文芸』1942年（昭和17年）4月号
- 橋を渡る火　畠山勇子のこと　『婦人公論』1944年（昭和19年）第29巻1月号
- 特攻隊 - 『文芸』1945年（昭和20年）3月号

### 単行本
- 『御身』金星堂、1924年（大正13年）5月
- 『日輪』文藝春秋叢書、1924年5月（沙羅書店、1935年4月）
- 『無礼な街』文芸日本社、1925年（大正14年）
- 『春は馬車に乗って』改造社、1927年（昭和2年）
- 『愛の挨拶』金星堂、1927年
- 『機械』白水社、1931年（昭和6年）4月（創元社 1935年）
- 『書方草紙』白水社、1931年
- 『上海』改造社、1932年（昭和7年）7月（書物展望社、1935年3月）
- 『寝園』中央公論社、1932年11月
- 『雅歌』書物展望社、1932年12月
- 『花花』文体社、1933年（昭和8年）10月（山根書店、1947年3月）
- 『紋章』改造社、1934年（昭和9年）9月（普及版 1935年8月）
- 『時計』創元社、1934年12月（斎藤書店、1946年5月）
- 『覚書』沙羅書店、1935年（昭和10年）6月
- 『天使』創元社、1935年9月
- 『盛装』新潮社、1936年（昭和11年）2月
- 『欧州紀行』創元社、1937年（昭和12年）4月
- 『春園』創元社、1938年（昭和13年）4月
- 『薔薇』岩波書店〈岩波新書〉、1938年11月
- 『家族会議』創元社〈創元選書〉、1938年
- 『考へる葦』創元社、1939年（昭和14年）4月
- 『實いまだ熟せず』実業之日本社、1939年6月
- 『旅愁』 第一篇、第二篇 改造社、1940年（昭和15年）6,7月
- 『秘色』新声閣、1940年7月
- 『菜種』甲鳥書林、1941年（昭和16年）3月
- 『鶏園』創元社、1942年（昭和17年）1月
- 『刺羽集』生活社、1942年12月
- 『旅愁』第三篇 改造社、1943年（昭和18年）2月
- 『雪解』養徳社〈養徳叢書〉、1945年（昭和20年）12月
- 『旅愁』一篇、改造社〈改造社名作選〉、1946年（昭和21年）1月
- 『旅愁』二篇、改造社〈改造社名作選〉、1946年2月
- 『旅愁』三篇、改造社〈改造社名作選〉、1946年6月
- 『旅愁』四篇、改造社〈改造社名作選〉、1946年7月
- 『罌粟の中』新文藝社、1946年9月
- 『時間』山根書店、1947年（昭和22年）10月
- 『夜の靴』鎌倉文庫、1947年11月
- 『微笑』斎藤書店、1948年3月
- 『旅愁』全 改造社、1950年11月、GHQ検閲版[6]。（1958年、新潮社。のち新潮文庫、講談社文芸文庫)

### 選集、全集
- 『新選 横光利一集』改造社、1928年（昭和3年）11月
- 『横光利一全集』全十巻（非凡閣、1936年3-11月）
- 『横光利一集 短篇集』 創元社、1940年（昭和15年）
- 『三代名作全集――横光利一集』河出書房、1941年（昭和16年）10月
- 『横光利一短篇集』 創元社、1947年（昭和22年）-1951年（昭和26年）
- 「横光利一全集」(23巻で中絶）、改造社、1948年（昭和23年）-1951年（昭和26年）
- 『昭和文学全集1横光利一』 角川書店、1952年11月
- 『横光利一全集』（全12巻）、河出書房、1955年-1956年
- 『定本横光利一全集』（全16巻別巻1補巻1）、河出書房新社、1981年（昭和56年）-1999年（昭和62年）12月

### 文庫
- 『旅愁』 新潮文庫（上下）、1967年（昭和42年）。GHQ検閲版[6])
- 『春は馬車に乗って・機械』 新潮文庫、新潮社、1969年（昭和44年）8月
- 『日輪・春は馬車に乗って』 岩波文庫、新潮社、1981年（昭和56年）
- 『上海』講談社文芸文庫、1990年(平成2年)
- 『寝園』講談社文芸文庫、1991年(平成3年)
- 『紋章』講談社文芸文庫、1992年(平成4年)
- 『愛の挨拶・馬車・純粋小説論』講談社文芸文庫、1993年(平成5年)
- 『夜の靴・微笑』講談社文芸文庫、1994年(平成6年)
- 『旅愁』 講談社文芸文庫（上下）、1998年(GHQ検閲版[6])
- 『家族会議』講談社文芸文庫、2000年(平成12年)
- 『欧洲紀行』講談社文芸文庫、2006年(平成18年)
- 『上海』 岩波文庫（改版2008年）
- 『旅愁』 岩波文庫（上下）、2016年。無削除版

### 未発表原稿
1955年（昭和30年）5月、『文藝 横光利一読本』臨時増刊号に公開された1920年（大正9年）執筆の「悲しみの代価」は、「愛巻」「負けた夫」の元原稿である。1990年（平成2年）に公開された「愛人の部屋」もこの系列の作品となる。
1994年（平成6年）には、小説「順番」「芋」、「殺人者」（「マルクスの審判」の元作品）、評論「ドストエフスキー論」、随筆風小品の計5編の未発表原稿が見つかった（筆名は横光一行）。このうち「ドストエフスキー論」は翻訳草稿であり、ドミトリー・メレジコフスキーの1897年の評論集『永遠の伴侶』に収録されたドストエフスキー論であり、その英訳本の翻訳であった。
1987年（昭和62年）に見つかった川端康成の初期作品が、実は横光利一の作品だと判明した。

## 家族
- 父・梅次郎
- 母・こぎく(小菊)
- 姉・しずこ(静子)
- 妻・小島キミ(君子)、日向千代(子)
- 長男・象三 - 横光昭象の筆名で横光に関するエッセイなどを書いた
- 次男・佑典 - 小堀杏奴の娘・桃子と結婚

## 関連作品
映画
- 衣笠貞之助『日輪』1924年
- 衣笠貞之助『狂つた一頁』1926年
- 島津保次郎『家族会議』1936年（主演：佐分利信）
- ロウ・イエ『サタデー・フィクション』（原題：蘭心大劇院）2019年

エッセイ
- 劇作家宮沢章夫『時間のかかる読書―横光利一「機械」を巡る素晴らしきぐずぐず』 （河出書房新社）。『機械』を11年かけて読み、その一文一文から想像を膨らませたエッセイで、伊藤整文学賞を受賞した。